# سبيس إكس
شركة تقنيات استكشاف الفضاء والمَعْروفَة تجارياً سبيس إكس (بالإنجليزية:  SpaceX)‏ هي شركة خاصة أمريكيَّة تعمل على تصنيع الطيران والنقل الفضائي، أسسها إيلون ماسك في 2002، لتقليل تكاليف النقل الفضائي وللتمكن من استعمار المريخ. أطلقت سبيس إكس العديد من الأقمار الصناعيّة لخدمة الإنترنت ستارلنك، وطورت العديد من المركّبات منها مركبة الشحن الفضائيّة دراجون، ونقلت البشر إلى محطة الفضاء الدولية على مركبة دراجون 2، ولها العديد من الإنجازات منها إِطلاق أول صاروخ يعمل بالوقود السائل ممول من القطاع الخاص،  وهي أول شركة خاصَّة ترسل مركبة فضائية إلى مدار حول الأرض وتعيدها إلى الأرض بنجاح، وأول شركة خاصَّة ترسل مركبة فضائية ورواد فضاء إلى محطّة الفضاء الدوليَّة،  وحقَّقت أول إقلاع عمودي وهبوط عمودي لصاروخ مداري، وأول شركة تعيد استخدام صاروخ مداري،  ونقلت سبيس إكس 20 رحلة إلى محطة الفضاء الدولية  في إطار شراكتها مع وكالة ناسا.
في ديسمبر 2015 نجح فالكون 9 في الهبوط الرأسي وكان أول إنجاز من نوعه لصاروخ في رحلات الفضاء المداريَّة،  وفي أبريل 2016 نجحت صاروخها في الهبوط العمودي على مِنَصّة هبوط في سفينة في المحيط،  وتُعتبر سبيس إكس أول شركة تعيد استخدام صاروخ مداري أطلق للفضاء من قبل،  وأصبَحَت أكبر مشغل للأقمار الصناعيّة التجاريَّة فِي الْعَالم مع إطلاقها المَرحَلَة الثالثة في يناير 2020 لمشروع ستارلنك.
في سبتمبر 2016 كشف ماسك عن مركبة ستارشيب الفضائية التي ستستخدم لنقل رحلات الفضاء المأهولة بين الكواكب،  وتخطط الشركة لأنَّ تكون مركبة ستارشيب قابلة لإعادة الاستِخدام.

## التَّاريخ

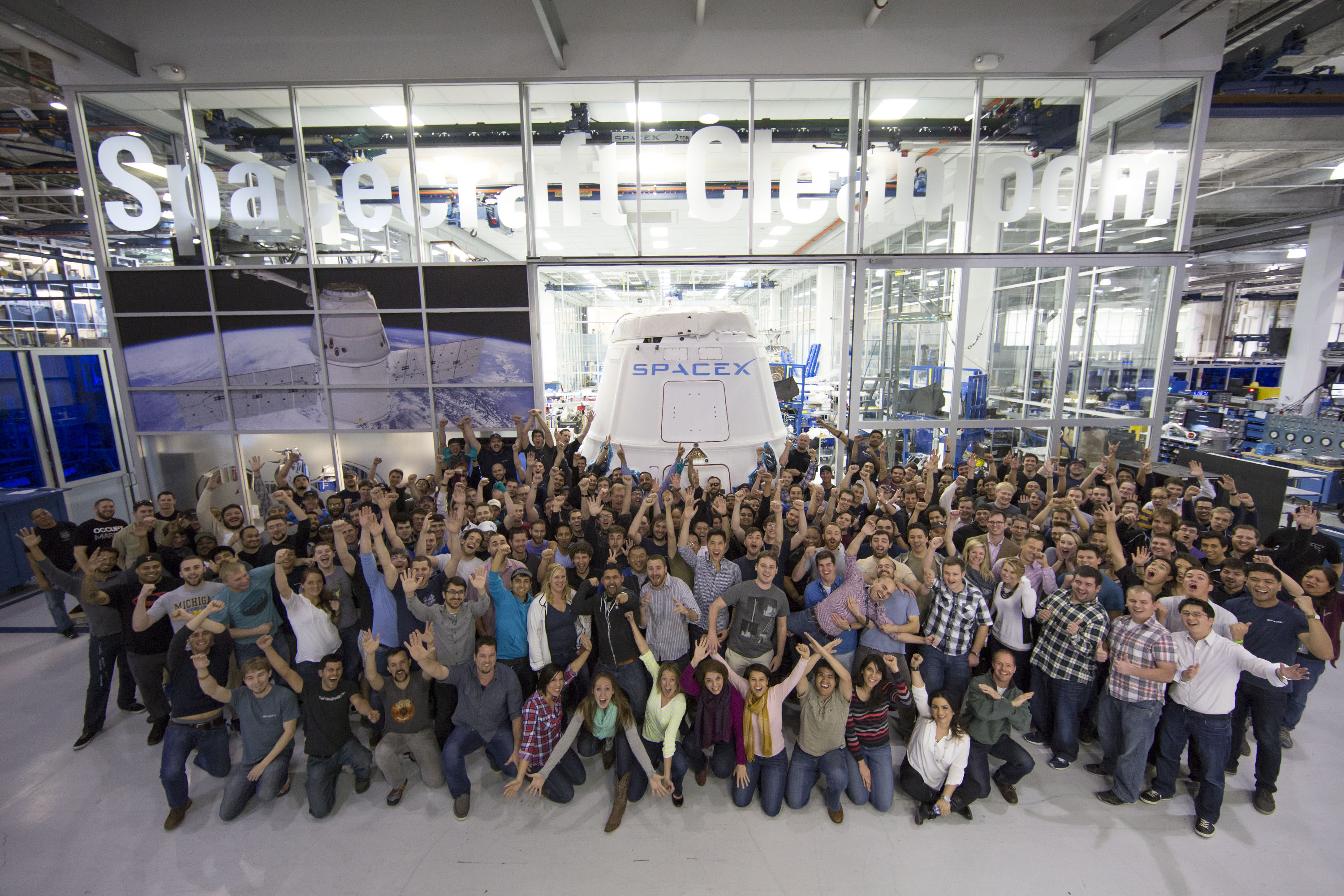
موظفون مع كبسولة دراجون في مقر سبيس إكس في هوثورن، كاليفورنيا في فبراير 2015

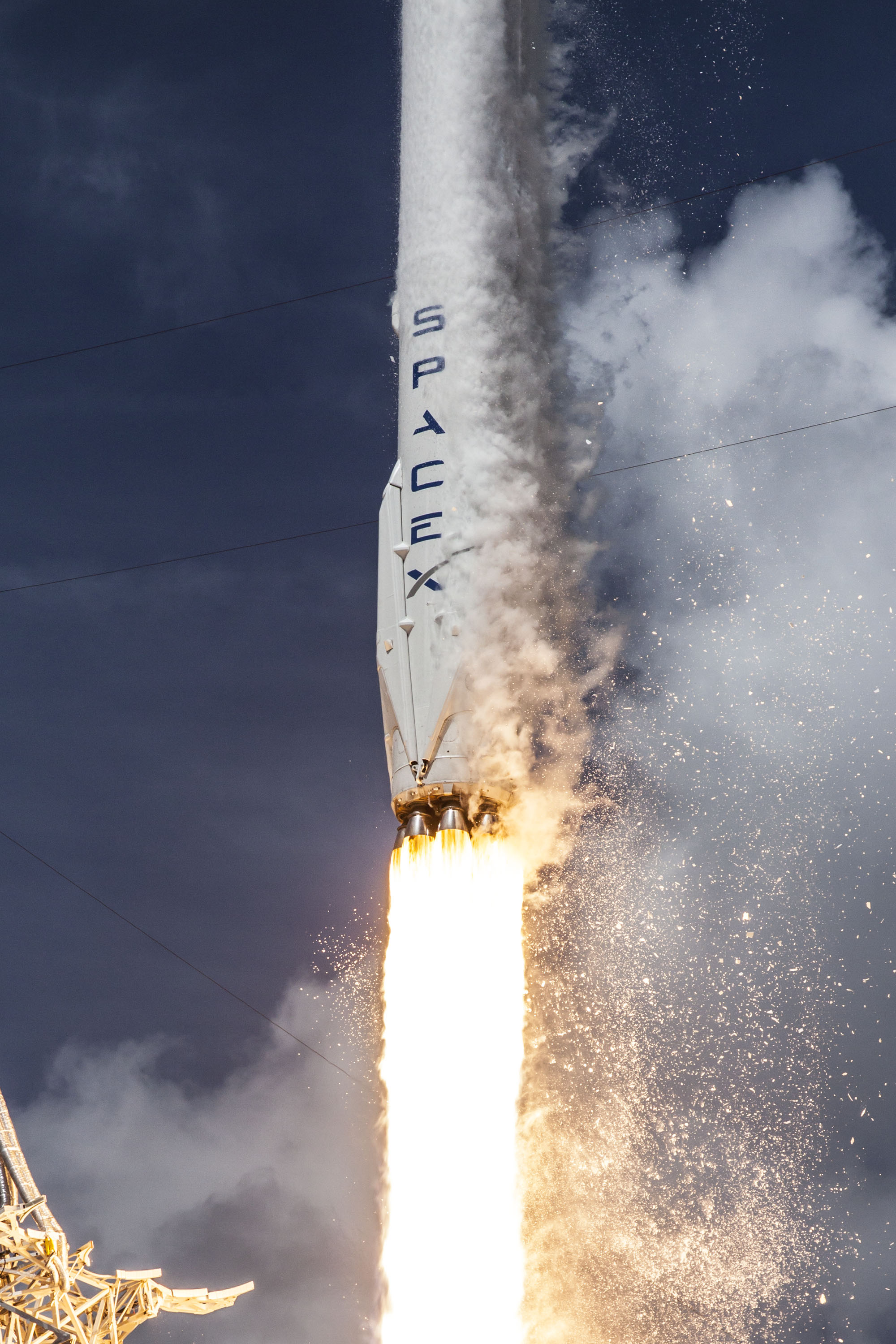
إطلاق فالكون 9 في يوليو 2014

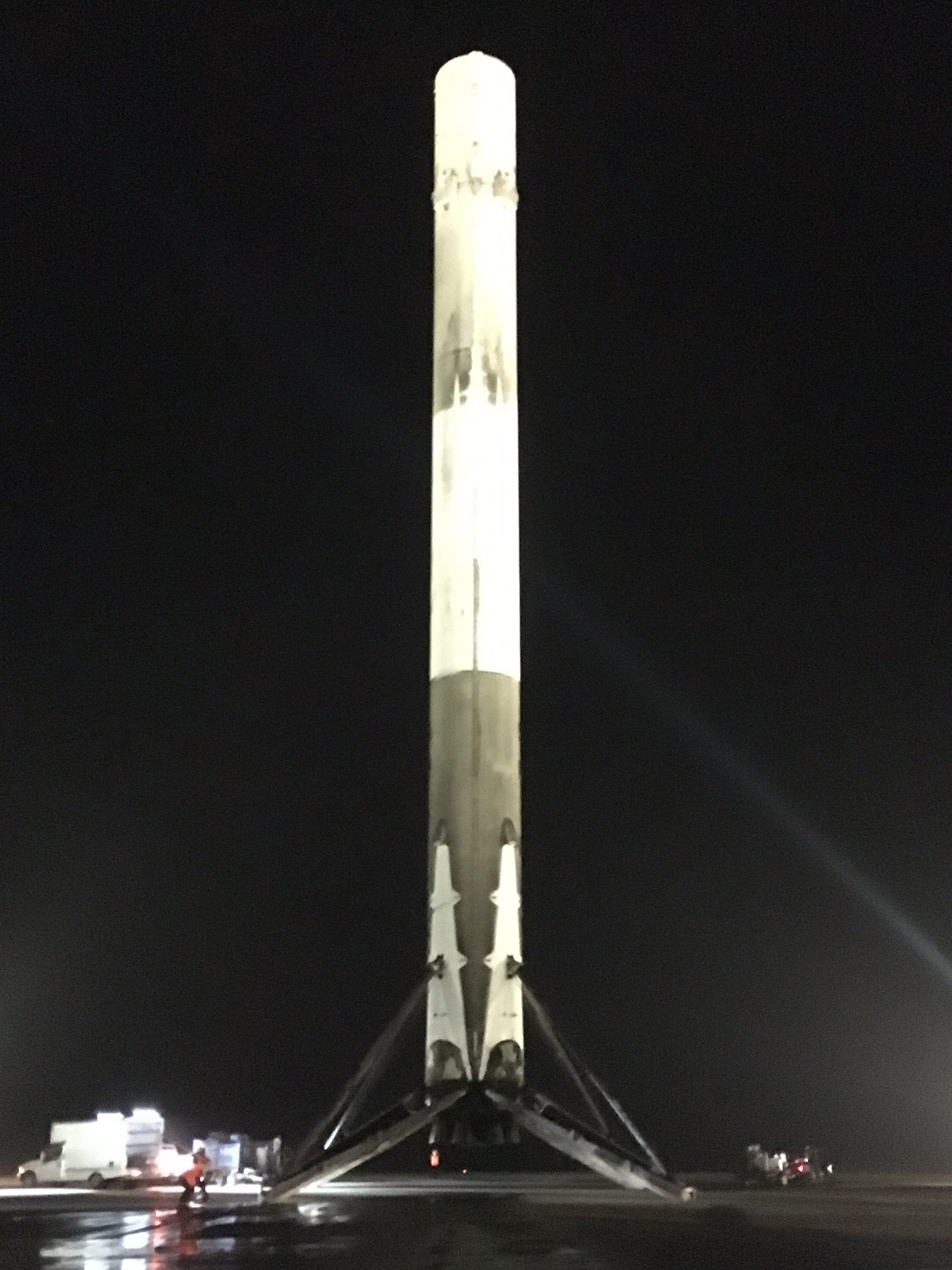
المرحلة الأولى من صاروخ فالكون 9 على منصة الهبوط بعد ثاني هبوط رأسي ناجح لمرحلة صاروخية مدارية في ديسمبر 2015

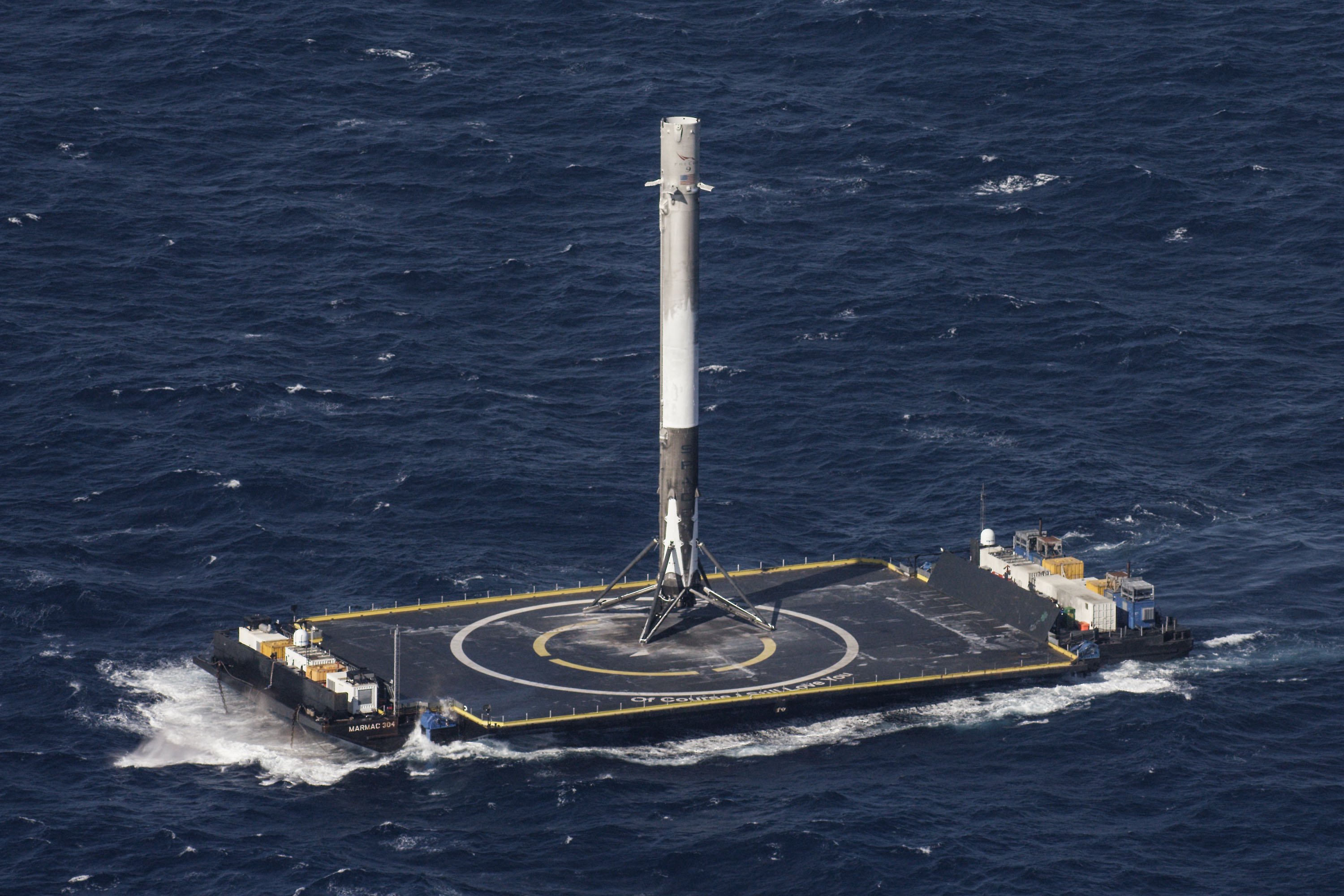
المرحلة الأولى من فالكون 9 على السفينة العائمة المستقلة لإطلاق المركبات الفضائية تابعة لميناء فضاء مستقل (ASDS) بعد أول هبوط ناجح في البحر في مهمة سبيس إكس سي آر إس-8

وضع إيلون ماسك تصورًا في عام 2001 لهبوط دفيئة تجريبية مصغرة وزراعة النَّباتات على المريخ، في أبعد مَشْرُوع تقطعه الحياة على الإِطلاق،  وحاول ماسك شراء صواريخ رخيصة من روسيا لكنّه عاد خالي اليدين،  وخِلال عودته إلى المنزل أَدْرَكَ ماسك إمكانية إِنشاء شركة لصنع الصَّواريخ بِأسْعَار معقولة،  ورأى ماسك أن تكلفة بناءً صاروخ تمثل ثلاثة بالمائة فقط من سعر بيعه في ذلك الوقت المواد الخام لبناء صاروخ كانت 3 بالمائة فقط من سعر بيع الصَّارُوخُ في ذلك الوقت، ويعتقِد ماسك أن سبيس إكس يُمكن أن تخفض سعر الإِطلاق بعشر مرات من خِلال تطبيق التكامل الرأسي،  وإنتاج حوالي 85 بالمائة من أَجهِزَة الإِطلاق داخل الشركة،  والنهج المعياري لهندسة البرمجيات الحديثة.
وضع إيلون ماسك تصورًا في عام 2001 لهبوط دفيئة تجريبية مصغرة وزراعة النَّباتات على المريخ، في أبعد مَشْرُوع تقطعه الحياة على الإِطلاق،  وحاول ماسك شراء صواريخ رخيصة من روسيا لكنّه عاد خالي اليدين،  وخِلال عودته إلى المنزل أَدْرَكَ ماسك إمكانية إِنشاء شركة لصنع الصَّواريخ بِأسْعَار معقولة،  ورأى ماسك أن تكلفة بناءً صاروخ تمثل ثلاثة بالمائة فقط من سعر بيعه في ذلك الوقت المواد الخام لبناء صاروخ كانت 3 بالمائة فقط من سعر بيع الصَّارُوخُ في ذلك الوقت، ويعتقِد ماسك أن سبيس إكس يُمكن أن تخفض سعر الإِطلاق بعشر مرات من خِلال تطبيق التكامل الرأسي،  وإنتاج حوالي 85 بالمائة من أَجهِزَة الإِطلاق داخل الشركة،  والنهج المعياري لهندسة البرمجيات الحديثة.
بدأَ ماسك في البحث عن موظفين في شركته الفضائيّة الجديدة في أوائل عام 2002، وأطلق عليها اسم سبيس إكس، ودعى مهندس الصَّواريخ توم مولر ليصبح شريكه في العمل، ونال موافقته. وكان المقر الرئيسيّ للشركة لأول مرَّة في مستودع في إل سغوندو بكاليفورنيا، ونمت الشركة بسرعة من 160 موظفًا في نوفمبر 2005 إلى 8000 في مايو 2020، وحِينَهَا قَالَت مديرة العمليَّات جوين شوتويل إنها لا تتوقع نمو الشركة لجلب ستار لينك عبر الإنترنت. وفي عام 2016 ألقى ماسك خطابًا في المؤتمر الدولي للملاحة الفضائية حيثُ أوضح أن الحُكومة الأمريكيَّة تُنظَّم تكنولوجيّا الصَّواريخ باعْتِبارها «تقنية أسلحة متقدمة» ممَّا يجعل توظيف غير الأمريكيين أمراً صعباً.
قامت سبيس إكس بأكثر من 100 عملية إِطلاق حتَّى مارس 2018 بعائدات تصل إلى حوالي 12 مِلْيار دُولَار أمريكي،  تتضمن عقود الإِطلاق العقود التجاريَّة والحكوميَّة. في أواخر عام 2013 نقلت وسائل الإعلام عن تعليقات ماسك حول زيادة القدرة التنافسية في صناعة الإِطلاق أن منافسيها الرئيسيين في سوق إِطلاق الأقمار الصناعيّة للاتصالات هم أريان سبيس وائتلاف الإطلاق المتحد وخدمات الإطلاق الدولية. وقال ماسك أيضًا إن المُنافسة المُتزايدة «ستكون شيءًا جيدًا لمستقبل الفضاء».
في 30 مايو 2020 أَطْلَقَت سبيس إكس بنجاح اثنان من رواد ناسا دوغلاس جي. هيرلي وبوب بينكين على مركبة دراجون 2 الفضائيّة إلى محطة الفضاء الدولية،  حيثُ انطلقت المهمة من كينيدي للفضاء في فلوريدا. وفي 31 مايو 2020 رسى طاقم دراغون التجريبي-2 بنجاح في محطة الفضاء الدولية. وفي ديسمبر 2023 انفجرت مركبة الفضاء الضخمة "ستار شب" (Starship) التابعة لشركة "سبيس إكس" خلال رحلتها التجريبية الرئيسية الثانية.
في 3 مارس 2024 أطلقت شركة سبيس إكس صاروخ فالكون 9 وعلى متنه طاقم من 3 رواد فضاء أميركيين ورائد فضاء روسي في طريقهم إلى محطة الفضاء الدولية لبدء مهمة علمية مدتها 6 أشهر في مدار الأرض.

### الأهداف

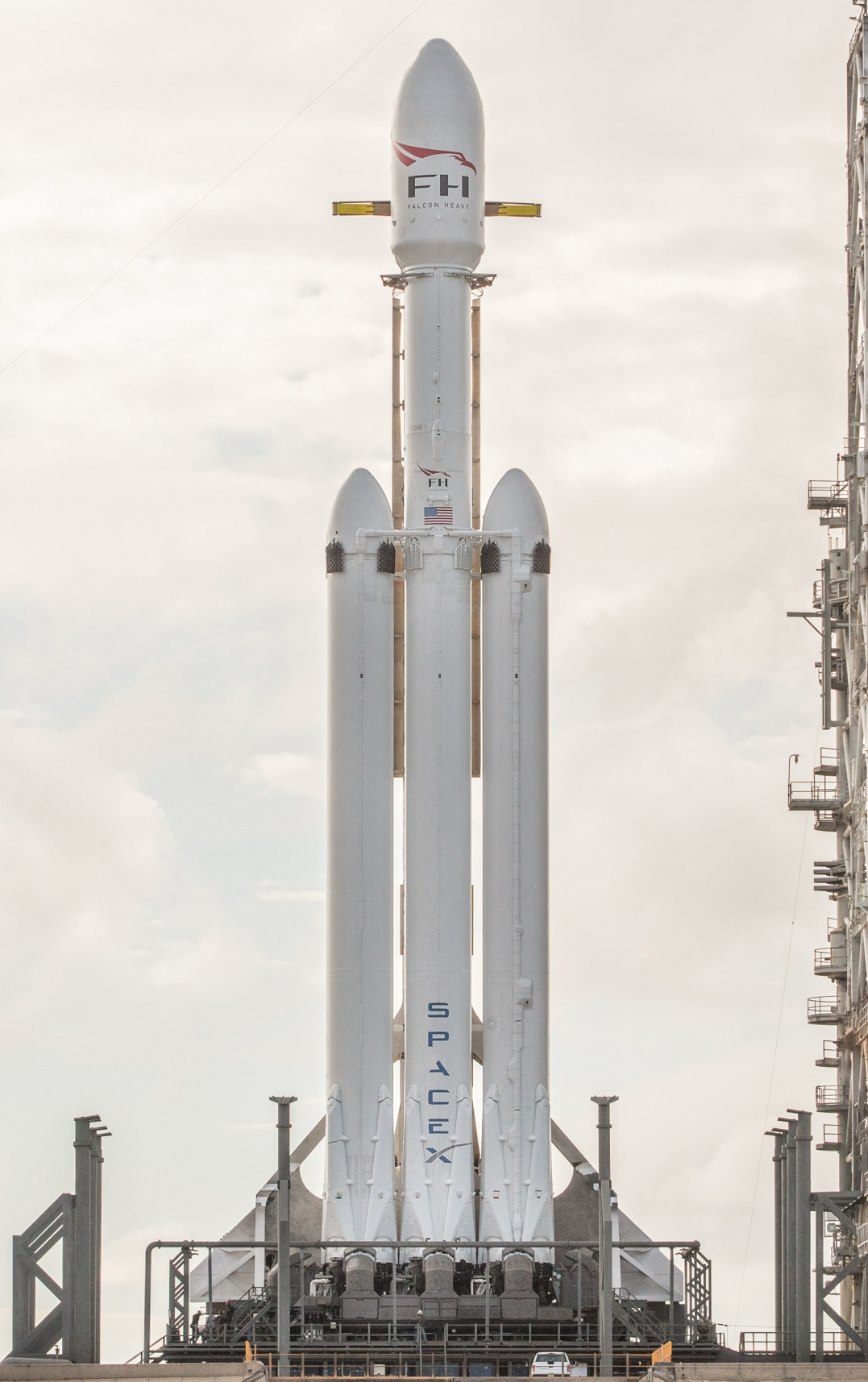
صاروخ فالكون الثقيل على منصة الإطلاق في كيب كانفرال

صرح إيلون ماسك أن أحد أهدافه هو تقليل التكلفة وتحسين موثوقية الوصول إلى الفضاء بمقدار عشرة أضعاف،  وقال «أعتقد أن مبلغ 500 دُولَار أمريكيّ للرطل (1100 دُولَار أمريكي/كجم) أو أقل يُمكن تحقيقه بشكلٍ كبير». وصرح ماسك أيضًا أنَّهُ يرغب في إتاحة السفر إلى الفضاء «لأي شخص تقريبًا».
كانَ الهدف الرئيسيّ لسبيس إكس هو تَطْوِير نِظَام إِطلاق سريع الاستِخدام، وتشمل الجوانب المعلن عنها لجهود تَطْوِير التكنولوجيا: حملة اختبار نشطة لمركبة اختبار الطيران "غراسشوبر" منخفضة السرعة،  وفي 2015 نجحت سبيس إكس في هبوط أول صاروخ مداري في 21 ديسمبر 2015، وفي عام 2017 شكلت سبيس إكس شركة فرعيَّة «ذا بورنج كمباني»  للعمل في بناءً نفق اختبار قصير بالقرب من مَقَر سبيس إكس ومنشأة التصنيع، بِاستخدام عدد صغير من موظَّفي سبيس إكس،  وتمَّ الانتهاء منه في مايو 2018،  وافتتح للجمهور في ديسمبر 2018.
أعلن ماسك في المؤتمر الدولي للملاحة الفضائية لعام 2016 عن خططه لبناء سفن فضاء كبيرة للوصول إلى المريخ،  وخطط ماسك لإرسال سفينتي شحن غير مأهولتين إلى المريخ بِاستخدام «مركبة ستارشيب الفضائية» في عام 2022، حيثُ ستبحث البعثات الأولى عن مصادر المياه وتبنِي مصنع للوقود، ويُخطط ماسك لنقل أربع سفن إضافية إلى المريخ في عام 2024 بما في ذلك أول بعثة مأهولة، وهُناك ستعمل البعثات الإضافيَّة على إِنشاء مستعمرة المريخ. وتواجه هذه الأهداف تأخيراً في المواعيد. ولكنَّ ما تقوم به شركة سبيس إكس لا يزال بعيداً عما يتطلبه الذهاب إلى المريخ،  وسيشمل استعمار المريخ العديد من الفاعلين الاقتصاديين من الأفراد والشَّرِكَاتِ والحُكومات لتسهيل نمو الوجود البشري على المريخ على مدى عقود عديدة.

### الإنجازات
تتمثل إنجازات سبيس إكس الرئيسيَّة في إعادة استخدام مركبات الإِطلاق المداريَّة وخفض تكلُفة صِناعة الإِطلاق الفضائي، وأبرز الإنجازات عمليات الإنزال وإعادة إِطلاق المَرحَلَة الأولى من فالكون 9، وقد اِستَخدَمَت سبيس إكس معززين من معززات المَرحَلَة الأولى المُنفصلة وهما B1049 وB1051 وَاِستَخدَمَت كُلّ مِنهُمَا سَبعَ مَرَّاتٍ،  وتشمل إنجازات سبيس إكس بالترتيب الزمني:
| التَّاريخ        | الإنجاز | الرحلة                                                             |
| -------------- | --- | ------------------------------------------------------------------ |
| 28 سبتمبر 2008 | إِطلاق أول صاروخ يعمل بالوقود السائل بتمويل من القطاع الخاص ووصوله إلى المدار. | فالكون 1 الرحلة الرابعة                                            |
| 14 يوليو 2009  | تَطْوِير أول صاروخ يعمل بالوقود السائل لنقل قمر صِناعيّ تجاري إلى المدار. | رزاق سات على فالكون 1 الرحلة الخامسة                               |
| 9 ديسمبر 2010  | أول شركة خاصَّة تطلق مركبة فضائية إلى المدار وتستعيدها بنجاح. | سبيس إكس دراجون في رحلة سبيس إكس كوتس التجريبية 1 [الإنجليزية]     |
| 25 مايو 2012   | أول شركة خاصَّة ترسل مركبة فضائية إلى محطة الفضاء الدولية (ISS). | رحلة سبيس إكس كوتس التجريبية 2 [الإنجليزية]                        |
| 22 ديسمبر 2015 | أول هبوط لصاروخ مداري على الأرض. | فالكون 9 الرحلة رقم 20                                             |
| 8 أبريل 2016   | أول هبوط لصاروخ مداري على مِنَصّة في المحيط. | فالكون 9 الرحلة رقم 23                                             |
| 30 مارس 2017   | أول إعادة إِطلاق وهبوط للمرحلة الأولى المداريَّة المُستخدمة. | B1021 على فالكون 9 الرحلة رقم 32                                   |
| 30 مارس 2017   | أول طيران عكسي متحكم به واستعادة غطاء الحمولة. | رحلة فالكون 9 رقم 32                                               |
| 3 يونيو 2017   | أول إعادة طيران لمركبة فضائية تجاريَّة. | دراجون C106 [الإنجليزية] في مهمة سبيس إكس CRS-11.                  |
| 6 فبراير 2018  | إِطلاق أول مركبة فضائية خاصَّة إلى مدار حول الشمس. | تيسلا رودستر من "إيلون ماسك" في رحلة اختبار فالكون الثقيل          |
| 2 مارس 2019    | أول شركة خاصَّة ترسل مركبة فضائية ذات تصنيف بشري إلى الفضاء. | طاقم دراجون التجريبي الأول [الإنجليزية]، في فالكون 9 الرحلة رقم 69 |
| 3 مارس 2019    | أول شركة خاصَّة ترسل بشكلٍ مستقل مركبة فضائية لترسو في محطة الفضاء الدولية (ISS).                                                                                                   | طاقم دراجون ديمو-1، في فالكون 9 الرحلة رقم 69                      |
| 25 يوليو 2019  | أول استخدام لمحرك دورة احتراق مرحلي كامل التدفق (رابتور) في مركبة طيران حرة. والفائدة من ذلك هو عمرها الطويل مقارنة بالمحرّكات التقليدية؛ حيثُ يُمكن إعادة استِخدام المحرك 1000 مرة. | ستارهوبر                                                           |
| 11 نوفمبر 2019 | أول إعادة استخدام لغطاء الحمولة. | إِطلاق ستارلينك 1 فالكون 9                                          |
| 30 مايو 2020   | أول شركة خاصَّة ترسل أشخاص إلى المدار. | طاقم دراغون التجريبي-2                                             |
| 31 مايو 2020   | أول شركة خاصَّة ترسل طاقم بشري إلى محطة الفضاء الدولية (ISS). | طاقم دراغون التجريبي-2                                             |
| 24 يناير 2021  | إِطلاق مركبة فضائية تحمل 143 قمر صِناعيّ إلى الفضاء. | تم نقلها بصاروخ فالكون 9                                           |

1. ↑  استبعاد الأجسام السلبية التي تم إطلاقها كجزء من "مشروع ويست فورد"

### الحوادث
في مارس 2013 حدثت مشكلات في مركبة دراجون الفضائيّة في محركات الدفع وحدت من قدراتها على التحكم، وتمّكن مهندسو سبيس إكس من حل المُشكلات عن بُعد في غضون فترة قصيرة وتمكّنت المركبة الفضائيّة من إكمال مهمتها بنجاح من وإلى محطة الفضاء الدولية.
في أواخر يونيو 2015 أَطْلَقَت مركبة سبيس إكس دراجون على صاروخ فالكون 9 لإعادة تزويد محطة الفضاء الدولية، وكانت جميع قراءات القياس عن بُعد اسمية حتَّى دقيقتين و19 ثانية من بدء الرحلة عندما كُشف عن فقدان ضغط الهيليوم وظهور سحابة من البخار خارج المَرحَلَة الثانيةُ، وبعد ثوانٍ قليلة انفجرت المَرحَلَة الثانيةُ واستمرت المَرحَلَة الأولى في الطيران لبضع ثوان قبل أن تتفكك بسببِ القوى الديناميكية الهوائيّة، ونجت الكبسولة من الانفجار وسقطت وتحطمت عند اصطدامها في الأرض. وفي وقتٍ لاحقٍ قَالَت سبيس إكس أنَّهُ من الممكن هبوط الكبسولة بشكلٍ سليم إذا كانت مزودة ببرنامج لفتح مظلاتها في حالة وقوع حادث عند الإِطلاق. وقالت إن سبب المشكلة هي دعامة فولاذية بطول قدمين تم شراؤها من مورد  لحمل وعاء ضغط الهيليوم الذي سقط بسببِ قوة التسارع. وتسبب في حدوث خرق وسمح للهيليوم عالي الضغط بالهروب إلى خزان الوقود ذو الضغط المنخفض، ممَّا تسبب في حدوث المشكلة.
في أوائل سبتمبر 2016 انفجر «فالكون 9» أثناء عملية تعبئة الوقود لإجراء اختبار حريق ثابت قياسي قبل الإِطلاق. وانفجرت الحمولة «ساتل الاتّصالات عاموس 6» الذي تبلغ قيمته 200 ملْيُون دُولَار أمريكي. ووصف ماسك الحدث بأنَّه «الفشل الأكثر صعوبة وتعقيدًا» في تاريخ سبيس إكس، ولاحقاً استعرضت سبيس إكس ما يقرب من 3000 قناة من بيانات القياس عن بعدَ والفِيديُو تغطي فترة 35-55 مللي ثانية لمعرفة سبب الحادث. وأفاد ماسك أن الانفجار نتج عن الأُكسجين السائل الذي يستخدم كوقود دافعَ يتحول إلى برودة شديدة لدرجة أنَّهُ يتصلب ويشتعل بأوعية الهيليوم المركبة من الكربون. وعلى الرغم من عدم اعتبارها رحلة فاشلة، إلَّا أن انفجار الصَّارُوخ دفع الشركة إلى توقف إطلاقها لأربعة أشهر أثناء البحث لاكتشاف سبب الخطأ، وأعادت سبيس إكس الرحلات في يناير 2017.
في 28 يونيو 2019 أَعلَنَت سبيس إكس فقدان الاتصال مع ثلاثة من الأقمار الصناعيّة لستارلينك، ومن المتوقع أن تتحلل الأقمار الصناعيّة المختلة ببطء حتَّى تتفكك في الغلاف الجوي. وأثار ذلك مخاوف من آلاف الأقمار الصناعيّة المكونة لستارلينك وَالتي يُمكن أن تتناثر في مدار الأرض المنخفض وأنَّ تُشكِل عواقب وخيمة على الرحلات الفضائيّة المستقبليَّة.

### ناسا تختار "سبيس إكس" لإنقاذ رائدي فضاء
اختارت وكالة ناسا شركة "سبيس إكس" لإعادة رائدي الفضاء باري "بوتش" وسونيتا "سوني" ويليامز، بعد تعطل كبسولة "بوينغ".
ستعود الكبسولة على متن "كرو دراغون" في مهمة مقررة في أواخر سبتمبر، بينما ستعود كبسولة "بوينغ" بدون طاقم، جاء القرار حفاظًا على السلامة ويعكس المشكلات المستمرة في برنامج "ستارلاينر" التابع لشركة "بوينغ".

### الملكيّة والتمويل والتثمين
استثمرت شركة «فاوندرز فند» (بالإنجليزية: Funders Fund)‏ 20 ملْيُون دُولَار أمريكيّ في سبيس إكس في 2008،  ويملك إيلون ماسك حوالي ثلثي أسهم الشركة،  حيثُ يملك 70 ملْيُون سهم خاص، قدرت قيمة الأسهم الخاصّة به حوالي 875 ملْيُون دُولَار أمريكيّ في 2012،  من قيمة الشركة التي قُدرت بنحو 1.3 مِلْيار دُولَار أمريكي. وتضاعفت قيمة أسهم الشركة بعدَ «رحلة سبيس إكس كوتس التجريبيَّة 2» في مايو 2012، وبلغت قيمتها حوالي 2.4 مِلْيار دُولَار أمريكي، ما يُعادل 20 دُولَار للسهم الواحد.
وقد عمِلَت الشركة بتمويل يقارب مِلْيار دُولَار خِلال عشر سنوات من تأسيسها، كانَ منها أسهم إيلون ماسك الخاصّة البالغة قيمتها 200 ملْيُون دُولَار، ومستثمرين آخرين قدموا حوالي 100 ملْيُون دُولَار أمريكيّ منهم فاوندرز فند، و«درابر فيشر جورفيتسون».
جمعت سبيس إكس تمويل يبلغ مِلْيار دُولَار أمريكيّ في يناير 2015، من جوجل وفيديليتي للاستثمارات، مقابل 8.33 بالمائة من الشركة،  وفي يوليو 2017 جمعت الشركة تمويل 350 ملْيُون دُولَار أمريكي، ممَّا رفع قيمتها إلى 21 مِلْيار دُولَار أمريكي.
بحلول مارس 2018 كانَ لدى سبيس إكس عقود لمئة مهمة إِطلاق، وحصلت على مبالغ مقدمة من العقود، ويدفع الكثير منهم لاحقاً بشكلٍ مرحلي أثناء بناءً مكونات مركبة الإِطلاق.
جمعت سبيس إكس 1.33 مِلْيار دُولَار أمريكيّ عبر ثلاث جولات تمويل في 2019،  وفي مايو 2019 جمعت 1.022 مِلْيار دُولَار أمريكيّ بعدَ يوم واحد من إِطلاق سبيس إكس 60 قمراً صناعياً ضمنَ خطتها الهادفة لإطلاق 12 ألف قمر صِناعيّ في «كوكبة ستار لينك عريضة النطاق». وأرتفعت قيمة الشركة إلى 33.3 مِلْيار دُولَار أمريكيّ في نهاية مايو.
حصلت سبيس إكس على تمويل إضافي يبلغ حوالي 250 ملْيُون دُولَار أمريكيّ في فبراير 2020، ممَّا رفع قيمتها إلى 36 مِلْيار دُولَار أمريكيّ في مايو 2020،  وفي أغسطس 2020 أكملت الشركة جولة تمويل بقيمة 1.9 مِلْيار دُولَار أمريكي، ورفعت قيمتها إلى 46 مِلْيار دُولَار أمريكي.

## المعدّات

### مركبات الإِطلاق

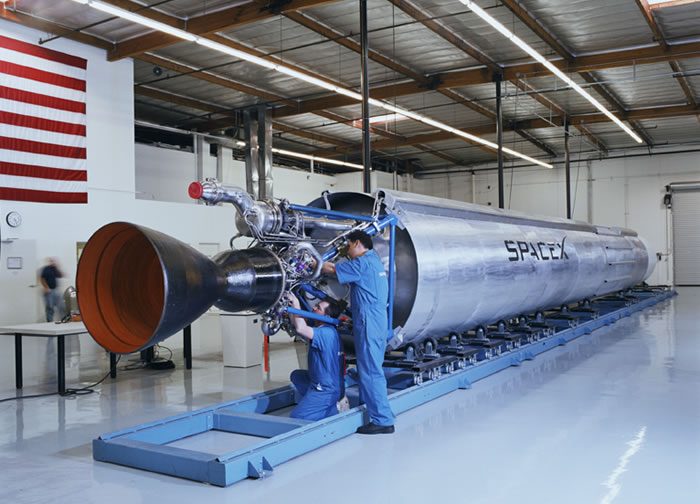
النموذج الأولي فالكون 1

كانَ فالكون 1 صاروخًا صغيرًا قادرًا على وضع عدَّة مئات من الكيلوجرامات في مدار أرضي منخفض،  ويُعتبر اختباراً مبكراً لتطوير المفاهيم والمكوّنات لفالكون 9 الأكبر حجمًا، حيثُ حاول فالكون 1 في خمس رحلات بين عاميّ 2006 و2009، وعندما أعلن ماسك عن خططه أمام لجنة فرعيَّة في مجلس الشيوخ في 2004، قال أن فالكون 1 سيكون «الصَّارُوخ المداري الوحيد شبه القابل لإعادة الاستِخدام فِي الْعَالم» بصرف النظر عن مكوك الفضاء. وكان الاختبار الأول لصاروخ «فالكون 1» في 24 مارس 2006 بعدَ عدَّة تأجيلات للإقلاع، وفشلت المُحاولة بسببِ تسرب في خزان الوقود، ثم قامت الشركة بالإقلاع الثاني في 21 مارس 2007 ووصل الصَّارُوخ إلى ارتفاع 300 كيلومتر، وبعد انفصال المَرحَلَة الأولى اصطدمت بها المَرحَلَة الثانيةُ ممَّا تسبب في سقوطها، وأدت تلك الاختبارات السلبية إلى عدم إذاعة مباشرةً لإطلاق الصَّارُوخ فالكون 1، ثم أجرت الشركة مُحاوَلة ثالثة لإطلاق الصَّارُوخ في أغسطس 2008 وكانت هي الأُخرى فاشلة، إلَّا أن هذا الإِطلاق سار على نَحْو جيد أولاً ثم حدثت المشاكل عند انفصال مرحلتين ممَّا تسبب أيضًا في سقوط المَرحَلَة العليا للصاروخ.
وبعد عمليات فاشلة عديدة نجح الاختبار الرابع في 28 سبتمبر 2008، بِاستخدام نفس المحرك الصاروخي «ميرلين سي»، واستطاع فالكون 1 توصيل حمولته الاختبارية البالغة 165 كيلوجرام إلى مدار حول الأرض على ارتفاع 644 كيلومتر، ليصبح أول صاروخ يعمل بالوقود السائل ممول من القطاع الخاص ينجز هذه العملية.

#### فالكون 9 وفالكون الثقيل

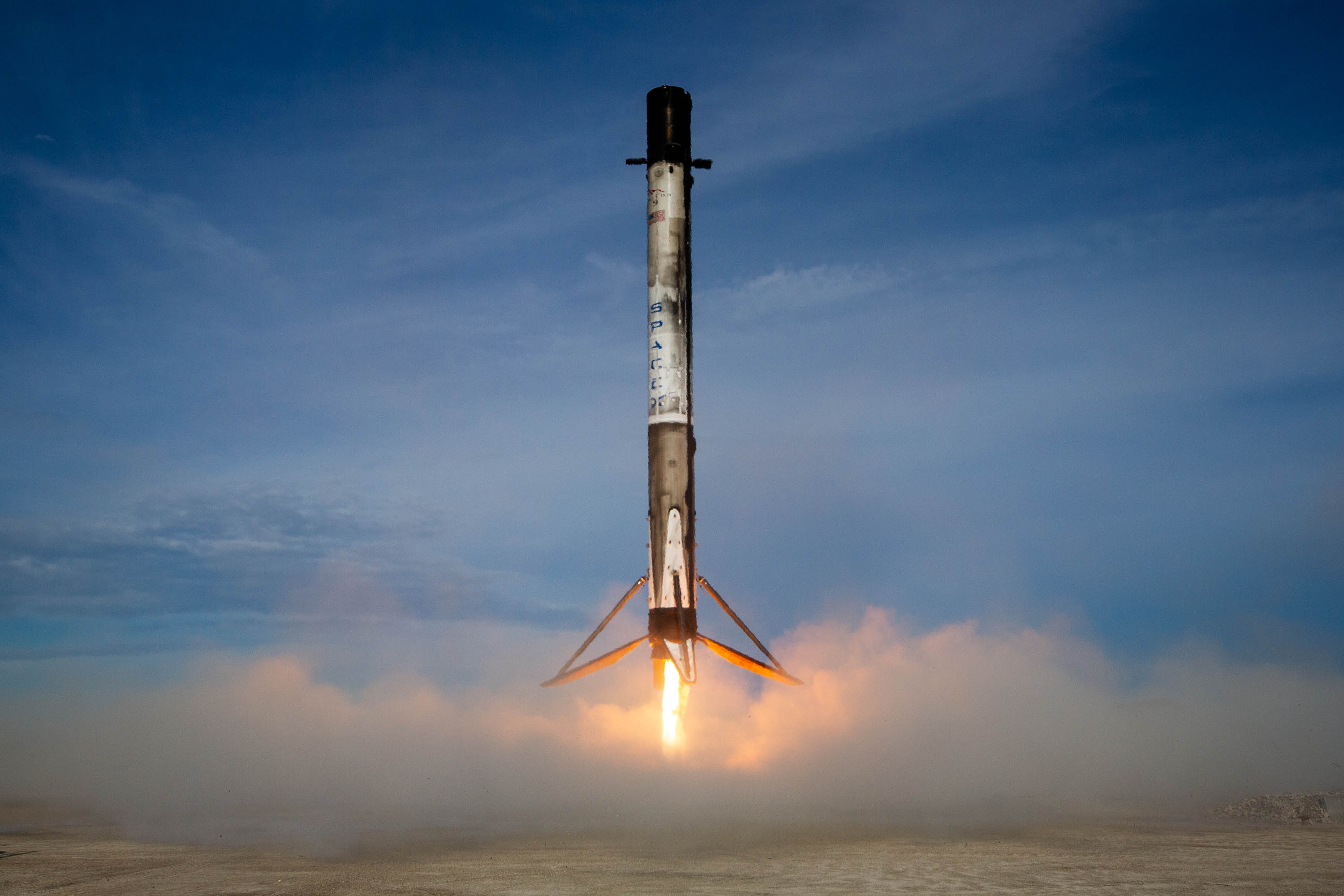
هبوط المرحلة الأولى من "فالكون 9 بلوك 5" في يوليو 2019 تُستخدم تقنيات VTVL في العديد من مركبات الإطلاق الخاصة بشركة سبيس إكس.

طورت سبيس إكس فالكون 9 وهي صاروخ إِطلاق متوسط الرفع معتمد من بَرنامَج الأمن القومي لشؤون إِطلاق الصَّواريخ إلى الفضاء، قادر على نقل 22,800 كيلوغرام (50,300 رطل) إلى مدار حول الأرض، وينافس صواريخ دلتا 4 وأطلس 5، ولَهُ تسعة محركات «ميرلين» في مرحلته الأولى،  وفي مُحاوَلة صاروخ «فالكون 9 في 1.0» الأولى في 4 يونيو 2010 وصل إلى مداره بنجاح، وأنطلق في رحلته التجريبيَّة «رحلة سبيس إكس كوتس التجريبيَّة 2» في 22 مايو 2012 إلى محطّة الفضاء الدوليَّة بنجاح،  وعملت سبيس إكس على تطويره إلى «فالكون 9 في 1.1» في 2013، وإلى فالكون 9 فول ثراست في 2015،  وأخيراً إلى «فالكون 9 بلوك 5» في 2018.
طورت سبيس إكس فالكون هيفي (الثقيل) لنقل حمولات أكبر تصل إلى 63,800 كيلوغرام (140,700 رطل) إلى مدار أرضي منخفض، أو 26,700 كيلوغرام (58,900 رطل) إلى مدار النقل المُتزامن مع الأرض، وتتكوَّن المَرحَلَة الأولى من فالكون 9، بِالإضافة لصاروخين معززين جانبيين إضافيين.
نجح «فالكون الثقيل» في رحلته التجريبيَّة الأولى في 6 فبراير 2018، حيثُ حمل سيارة مؤسس الشركة إيلون ماسك «تيسلا رودستار» الشخصية إلى مدار حول الشمس،  ووصفت شركة سبيس إكس فالكون الثقيل بأنَّه «أقوى صاروخ فِي الْعَالم قيد التشغيل».

### محركات الصَّواريخ

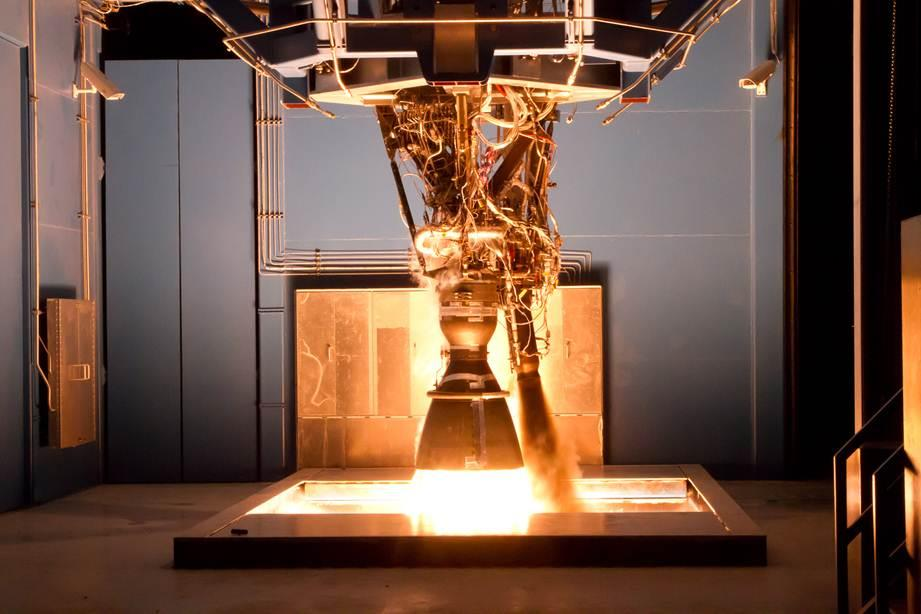
اختبار محرك ميرلين 1D في منشأة سبيس إكس في ماكغريغور

طورت سبيس إكس مُنذُ تأسيسها ثلاث عائلات من محركات الصَّواريخ وهي ميرلين وكيستريل لدفع مركبة الإِطلاق، والعائلة الثالثة «دراكو» للتحكم، وحاليًا تعمل سبيس إكس على تَطوِير محرك «رابتور» الصاروخي الجديد.
- تُعد «ميرلين» عائلة محركات صاروخية طورتها سبيس إكس لاستخدامها في مركبات الإِطلاق حيثُ تستخدم الأُكسجين السائل وآر بي 1 [الإنجليزية] كوقود دفع، ويتمّ تغذية الوقود الدافع عبر عمود ومضخة توربينية مزدوجة.
- كيستريل هو محرك صاروخي يَستخدم الأُكسجين السائل و«آر بي 1»، ويعمل بالضغط، ويُستخدم كمحرك رئيسي للمرحلة الثانيةُ لصاروخ فالكون 1، ويتمّ تغذيته عن طريق ضغط الخزان، ولا يحتوي على مضخة توربينية، ولَهُ تبريد إشعاعي.[132]
- دراكو هي محركات صاروخية تعمل بالوقود السائل عالي الجاذبيَّة تستخدم وقود هيدرازين أحادي الميثيل، ومؤكسد رباعي أكسيد النيترُوجين، يولد محرك دراكو قوة دفع تبلغ 400 نيوتن (90 رطلق)، [133] ويُستخدم كنظام دفع للتحكم في التفاعل (RCS) في مركبة دراجون الفضائيّة.[134] وتُعد محركات «سوبر دراكو» أكثر قوة من محركات دراكو.[135]
- رابتور هي عائلة جديدة من مُحركات دورة الاحتراق المرحلية ذات التدفق الكامل وَالتي تعمل بالميثان وتخطط سبيس إكس لاستخدامها في نِظَام ستارشيب المستقبلي.[136][137]

أجرت سبيس إكس اختبارًا ناجحًا في 3 أبريل 2019 لإطلاق مركبتها «ستارهوبر»،  وفي 25 يوليو 2019 أجرت سبيس إكس قفزة اختبار ناجحة بطول 20 متر لمركبة «ستارهوبر». وفي 28 أغسطس 2019 أجرت «ستارهوبر» قفزة اختبار ناجحة بطول 150 متر (490 قدم).

### مركبة دراجون الفضائيّة

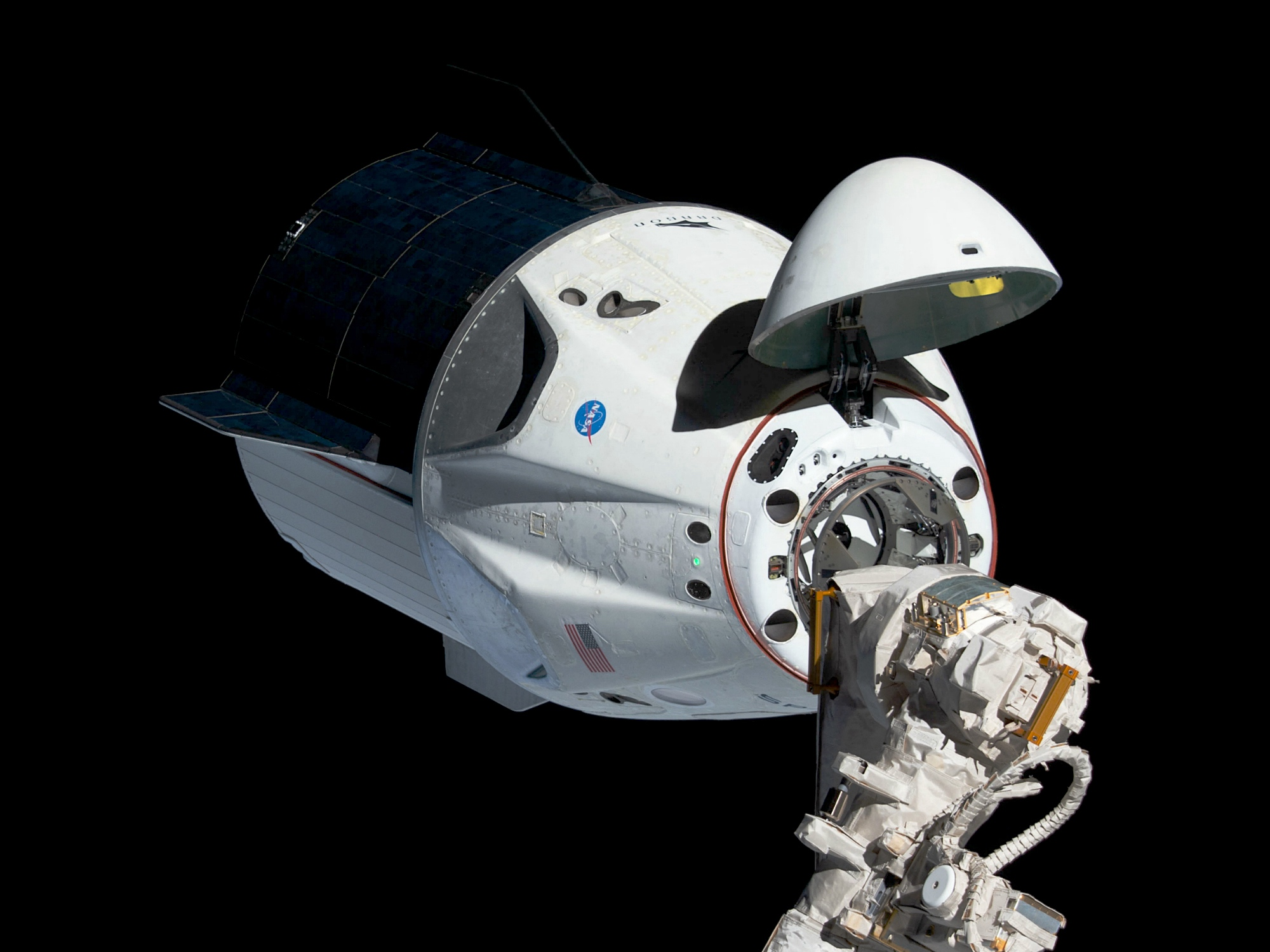
مركبة سبيس إكس دراجون 2 مصممة لنقل الطاقم من وإلى محطة الفضاء الدولية كجزء من تطوير برنامج الطاقم التجاري.

دراجون هي كبسولة بالستية مخروطية الشكل قادرة على حمل البضائع أو سبعة رواد فضاء إلى المدار ومَا بعده،  أَعلَنَت سبيس إكس في عام 2005 عَن خططها لمتابعة بَرنامَج فضاء تِجَارِيّ مصنف بشري حتَّى نهاية العقد،  وَفِي عام 2006 أَعلَنَت وكالة ناسا اِختِيَارِ سبيس إكس وشَّرِكَة أُخرى لتقديم عقود عرض إعادة إمداد الطاقم والبضائع إلى محطّة الفضاء الدوليَّة،  حيثُ عرضت سبيس إكس إعادة إمداد البضائع وَفِي النهاية خِدماتِ نَقل الطاقم باِستِخدام مركبة دراجون،  وأقامت أول اختبار لدراجون في يونيو 2010، مِن مجمع الإِطلاق 40 في قاعدة كيب كانافيرال للقوات الجوية، وأَثناء الرحلة الأولى لمركبة الإِطلاق فالكون 9 افتقر نموذج دراجون إلى إلكترونيات الطَّيَرَانِ والدرع الحراري والعناصر الرَئِيسيّة الأُخرى المطلوبة للمركّبات الفضائيّة لتعمل بكامل طاقتها، ولكنَّها احتوت على جَمِيعَ الخصائص الضروريَّة للتحقق مِن أداء مركبة الإِطلاق.
وأطلقت سبيس إكس كبسولة دراجون على قِمَّةِ أحد صواريخ فالكون 9 في رحلة سبيس إكس كوتس التجريبية 1 [الإنجليزية] في 8 ديسمبر 2010 وهي الرحلة الثانيةُ لفالكون 9، ثم عادت إلى الأرض حيثُ هبطت بعدَ ثلاثة ساعات في مياه المُحِيطِ الهادي،  وأكملت مهمتها بِنجاح،  واستعرضت الشَّرِكَة إمكانياتها في إِطلاق المركّبات الفضائيّة وإعادتها إلى الأرض بسلام.
في أبريل 2011 منحت وكالة ناسا عقدًا بقِيمَة 75 مليُون دُولَار أمريكيّ لِشَرِكَة سبيس إكس كجزء مِن الجولة الثانيةُ لتطوير برنامج الطاقم التجاري، لِتَطوِيرِ نِظَام هروب متكامل مِن دراجون لنقل رواد الفضاء إلى محطّة الفضاء الدوليَّة.
في 22 مايو 2012 أصبَحَت دراجون أول مركبة فضائية تجاريَّة تنقل البضائع إلى محطّة الفضاء الدوليَّة، عندما نقلت 520 كيلوجرام إلى المحطّة، حيثُ أَطلَقَت سبيس إكس رحلة سبيس إكس كوتس التجريبية 2 [الإنجليزية] إلى محطّة الفضاء الدوليَّة، وقامت مركبة دراجون بعدة مناورات في الفضاء خِلال الفَترَةِ مِن 22 إلى 31 مايو 2012 الَّتِي ظلت خلالها في الفضاء، وعادت إلى الأرض محملة بنَحو 600 كيلوجرام مِن الأَجهِزَة الَّتِي انتهى استِخدامُها،  ومُنذُ ذَلِك الحين تجري خِدماتِ إمداد منتظمة لمحطة الفضاء الدوليَّة.
في أغسطس 2012 منحت وكالة ناسا سبيس إكس اتفاقية «قانون الفضاء الثابت السعر» بِهَدَفِ إِنتاج تصميم مفصل لنِظَام نَقل الطاقم بأكمله، ويتضمّن هَذَا العقد العديد مِن المعالم الفنية والشهادات الرَئِيسيّة، واختبار طيران بدُونَ طاقم، واختبار طيران مأهول، وست مهام تشغيلية بَعدَ اِعتِمادِ النِظَام. ومِن المتوقع أن تكون «مركبة دراجون الفضائيّة المُستقلَّة بالكَامِل» واحدة مِن أَكثَرَ أَنظِمَة المركّبات الفضائيّة المأهولة أمانًا، أجرت سبيس إكس اختبارًا على طاقم دراجون فارغًا إلى محطّة الفضاء الدوليَّة في 2019، حيثُ انطلقت كبسولة «كرو دراجون» مِن مَركَزِ كنيدي الفضائي على أحد صواريخ فالكون 9 في عام 2019 ونجحت في الالتحام بمحطة الفضاء الدوليَّة، 
بِالإضافة إلى خطط سبيس إكس الممولة مِن القِطَاعِ الخاصّ لمهمة استكشاف المريخ، طور مركز أميس للأبحاث التابع لناسا مفهومًا يسمى «ريد دراجون» لمهمة المريخ منخفضة التكلفة والَّتِي ستستخدم فالكون الثقيل كمركبة إِطلاق، وستستخدم كبسولة دراجون لدخول الغلاف الجوي المريخي، ويعودَ هَذَا التصور في الأصل إلى عام 2018 لمهمة برنامج ديسكفري، وأُجلت إلى عام 2022. وتهدف المهمة لنقل عينات مِن المريخ إلى الأرض بجُزء بسيط مِن تَكلِفَة بعثة ناسا الخاصّة بنَقل العينة بمبلغ 6 مِليار دُولَار أمريكي. في سبتمبر 2017 نَشرِ إيلون ماسك أول صور نموذجية لبدلات سبيس إكس الفضائيّة للمهام المستقبليَّة، والَّتِي صُممت لتحمل ضغط يبلغ 2 جو (200 كيلوباسكال؛ 29 رطل لكل بوصة مربعة) في الفراغ،  وأرسلت سبيس إكس أول مركبة فضائية ذَات تصنيف بشري إلى الفضاء في 2 مارس 2019.
في 27 مارس 2020 كشفت سبيس إكس عَن مركبة فضائية لإعادة إمداد «دراجون إكس إل» لنقل البضائع المضغوطة وَغيرِ المضغوطة والتجارب وَغَيرَهَا مِن الإمدادات إلى البوابة المخطط لَهَا مِن ناسا بموجب عقد الخِدماتِ اللوجستيَّة،  ويُمكِن أن تَشمَل المعدّات الَّتِي تُقَدِمَهَا بعثات «دراجون إكس إل» مواد جَمعِ العينات وبدلات الفضاء وعَنَاصِرِ أُخرى قد يحتاجها رواد الفضاء على البوابة وعلى سطح القمر، حيثُ سيتم إطلاقها على صاروخ فالكون الثقيل مِن «مِنَصّة 39 أيه» في مركز كينيدي للفضاء في فلوريدا، وستبقى المركبة في البوابة لمدَّة تتراوح بَينَ 6 إلى 12 شهرًا، ويُمكِن تشغيل حمولات البَحثِ داخل سفينة الشحن وخارجها عَن بُعد،  ومِن المتوقع أن تكون سعة حمولتها أَكثَرَ مِن 5 طن متري (5,000 كيلوغرام؛ 11,000 رطل).
في 7 ديسمبر 2020 أَطلَقَت سبيس إكس شحنة جديدة مِن دراجون إلى محطّة الفضاء في رحلة فالكون 9 الناجحة رقم 100، وهي المرة الأولى الَّتِي تطلق فِيهَا الشحنة المعاد تصميمها، والمهمة الأولى لسلسلة سبيس إكس الجَدِيدَةِ مِن مهام CRS بموجب عقد مجدد مَعَ وكالة ناسا، حيثُ تَحَمُّلِ المركبة 6,400 رطل (2,900 كـغ) مِن الإمدادات الخاصّة بالمحطّة الفضائيّة وطاقمها، وإمدادات ومعدات أبحاث تجريبية يتم إجراؤها في المحطّة.

### نِظَام الإِطلاق القابل لإعادة الاستِخدام

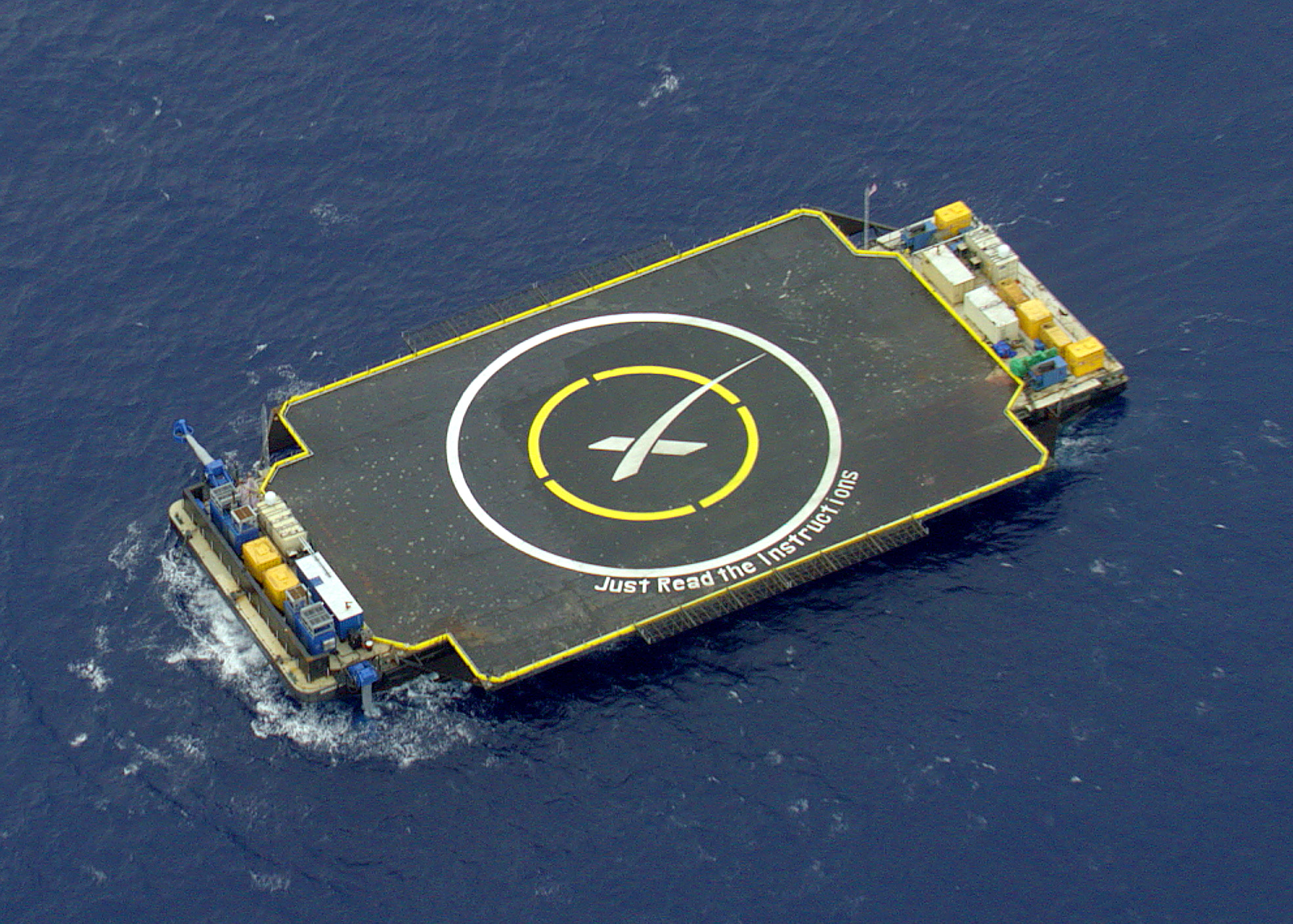
السفينة العائمة المستقلة لإطلاق المركبات الفضائية في موقعها قبل رحلة فالكون 9 رقم 17 تحمل CRS-6

أَعلَنَت سبيس إكس عن قاذفتها القابلة لإعادة الاستِخدام في 2011 وأكملت مَرحَلَة تصميمها في فبراير 2012، حيثُ يعود الجزء الأول (المَرحَلَة الأولى) من صاروخ فالكون 9 إلى موقع هبوط يُحدد مسبقًا مستخدماً أَنظِمَة الدفع الخاصّة به فقط،  وبدأت الشركة في أواخر 2012 اختبار جوانب منخفضة الارتفاع ومنخفضة السرعة لتقنية الهبوط، ونفذت النماذج الأولية لفالكون 9 عمليات إقلاع وهبوط رأسية.
وأختبرت الشركة جوانب عالية السرعة والارتفاع لتقنية العودة الجوية المعززة في أواخر عام 2013 واستمرت حتَّى 2018، بمعدل نجاح 98 بالمائة، وابتكرت سبيس إكس طريقة لإعادة استخدام المَرحَلَة الأولى من صاروخها الأساسي فالكون 9 خِلال مُحاوَلة الهبوط الرأسي الدافع على الأسطح الصلبة. بعدَ أن رأت الشركة أن الهبوط فوق المحيط الأطلسي والمحيط الهادئ كانَ سهلاً، بدأت محاولاتها في الهبوط على مِنَصّة صلبة، وحقَّقت لأول مرَّة هبوطًا ناجحًا للمرحلة الأولى في ديسمبر 2015،  وفي أبريل 2016 هبطت المَرحَلَة الأولى بنجاح على سفينة ذاتية القيادة.
تواصل سبيس إكس طريقة هبوط المَرحَلَة الأولى في كلّ إِطلاق مداري تسمح به هوامش الوقود، وقالت أنَّها تقدم لعملائها خصمًا بنِسبَة 10 بالمائة إذا اختاروا نقل حمولتهم على المَرحَلَة الأولى من «فالكون 9» المعاد استِخدامه. وفي 30 مارس 2017 أَطْلَقَت سبيس إكس فالكون 9 «أثبت كفاءته في الطيران» للقمر الصناعي SES-10، وكانت هذه هي المرة الأولى التي يُعاد فيها إِطلاق صاروخ مداري يحمل حمولة إلى الفضاء،  وعاد جزء المَرحَلَة الأولى من الصَّارُوخ وهبط على سفينة عائمة في المحيط الأطلسيّ، وهو أول هبوط لصاروخ مداري معاد استِخدامه، ووصف إيلون ماسك الإنجاز بأنَّه «معلم مذهل في تاريخ الفضاء».

#### السفينة العَائِمَة لإطلاق المركّبات الفضائيّة

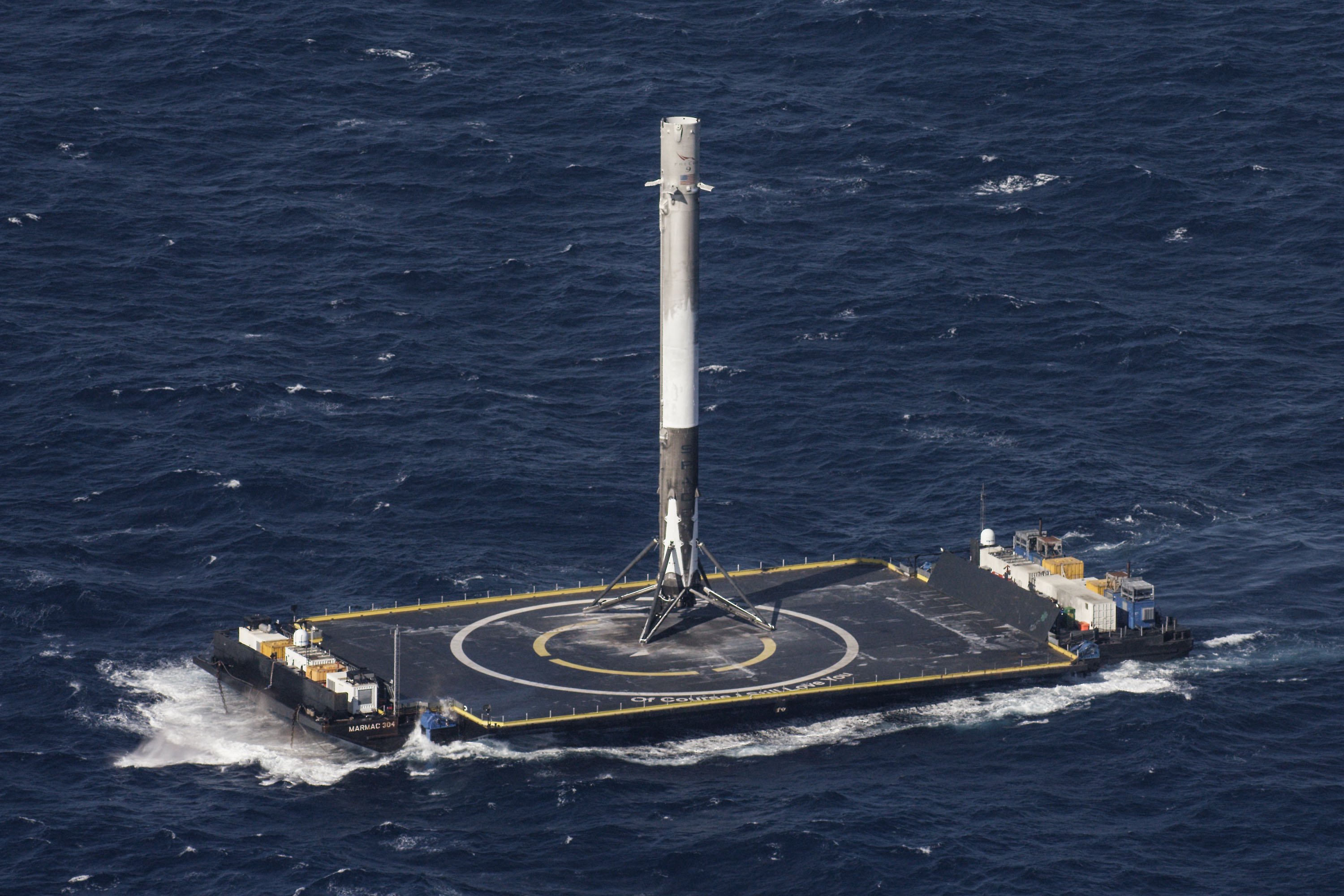
هبوط المرحلة الأولى من صاروخ فالكون 9 (سبيس إكس سي آر إس-8) على سفينة عائمة لأول مرة على الإطلاق في 8 أبريل 2016.

طورت سبيس إكس سفينة السفينة العَائِمَة المُستقلَّة لإطلاق المركّبات الفضائي (بالإنجليزية: Autonomous spaceport drone ship)‏ مجهزة بمحركات لِلمُحافظة على موقعها في المحيط، وبها مِنَصّة هبوط كبيرة، لتكون مِنَصّة هبوط لصواريخ الإِطلاق «فالكون 9»، للمهمات التي لا يمكنها حمل كمية كبيرة من الوقود تمكنها من العودة إلى مِنَصّة الإِطلاق. أطلق إيلون ماسك اسم "Autonomous spaceport drone ship" على السفينة نسبة إلى سفن فضائية عملاقة في قصص سلسلة الثقافة لمؤلف الخيال العلميّ إيان إم بانكس.

#### مِنَصّات الإِطلاق العَائِمَة
مِنَصّات الإِطلاق العَائِمَة هي مِنَصّات نفطية معدلة تهدف لتوفير خيار إِطلاق بحري لمركبة الإِطلاق من الجيل الثاني: نِظَام ستارشيب للرفع الثقيل، الذي يتكون من «سوبر هيفي بوستر» والمَرحَلَة الثانيةُ من «مركبة ستارشيب الفضائية»، أعلن ماسك أن المنصات البحريَّة ستُستخدم للإطلاق إلى الفضاء وللنقل طويل المدى.

### ستارشيب

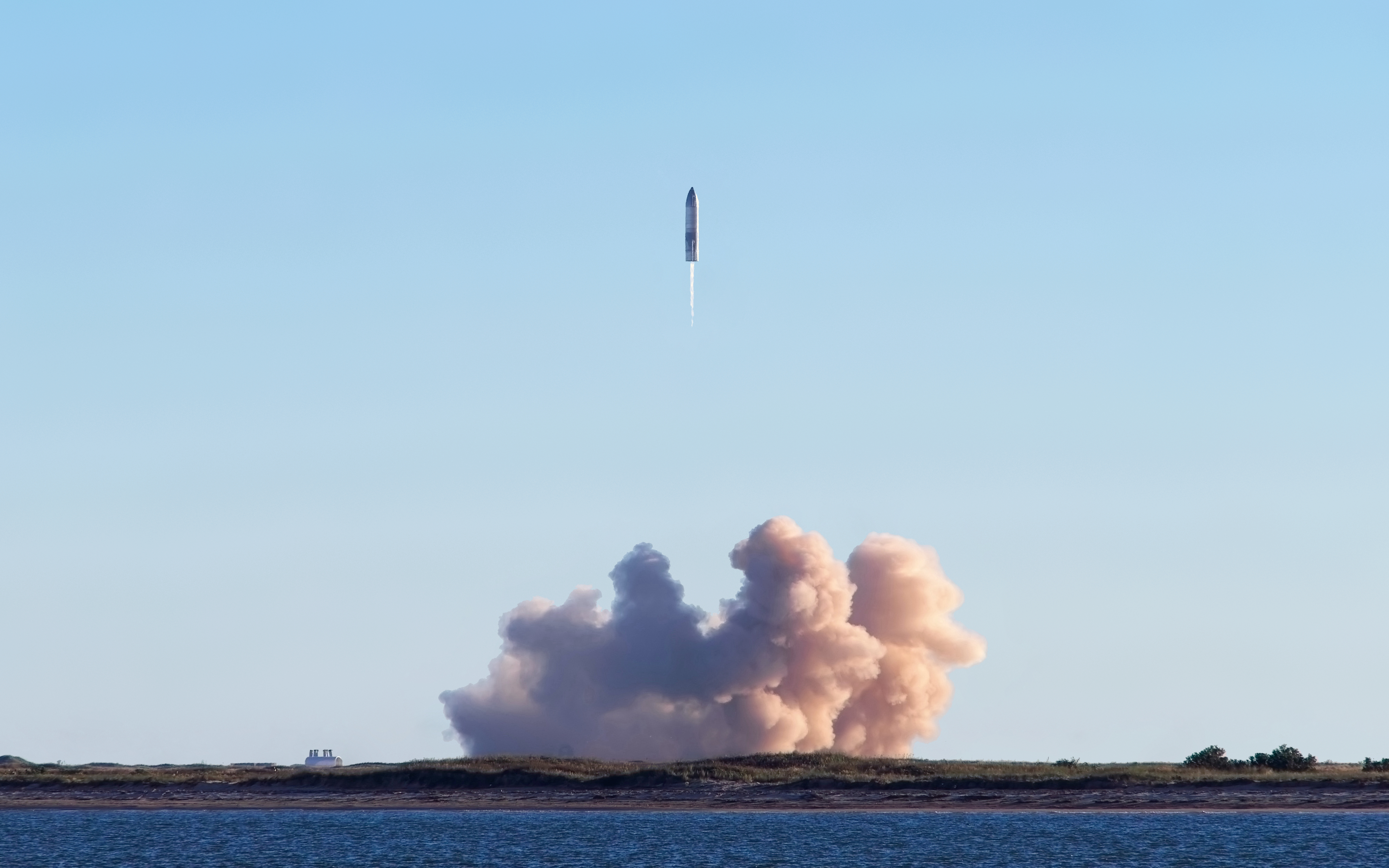
النموذج الأولي لسبيس إكس ستار شيب SN8 أثناء اختبار طيران في ديسمبر 2020

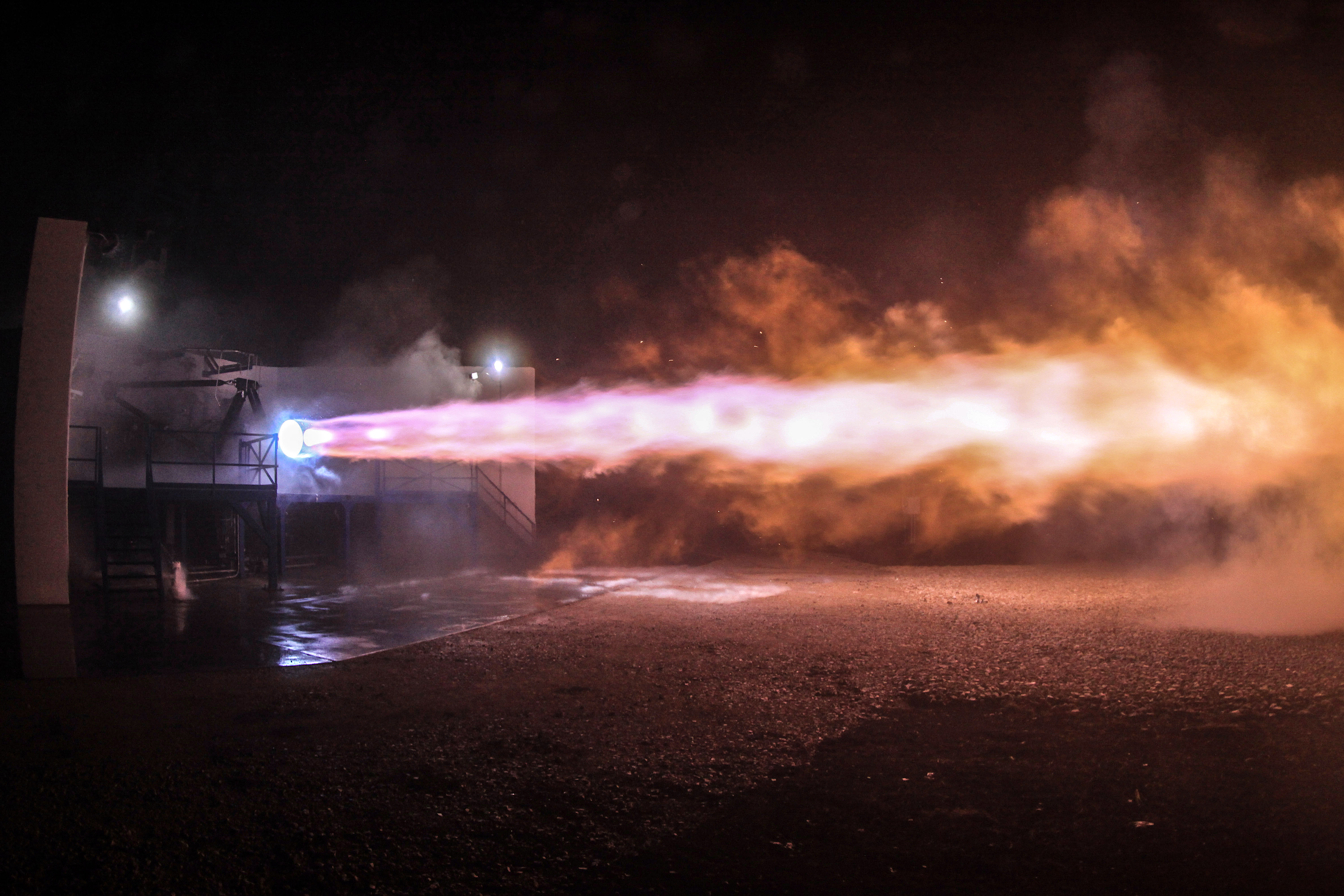
أول اختبار لإطلاق محرك تَطْوِير رابتور على نطاق واسع في سبتمبر 2016 في ماكجريجور، تكساس.

تقوم سبيس إكس بتطوير نِظَام إِطلاق للرفع الثقيل يدعى ستار شيب، وهو مَرحَلَة ثانية قابل لإعادة الاستِخدام بالكامل ومركبة فضائية تهدف إلى استبدال جميع أَجهِزَة مركبة الإِطلاق الحاليَّة للشركة بحلول 2020، بِالإضافة إلى البنيَّة التحتية الأرضية للإطلاق السريع وإعادة الإِطلاق وتكنولوجيّا نقل الوقود بدون الجاذبيَّة في المدارات الأرضية المُنخفضة.
أنتجت سبيس إكس في 2017 صاروخ قطره 9 أمتار ليحل محل جميع قدرات مزود خِدْمَة إِطلاق سبيس إكس في المدار الأرضي والمدار القمري والبعثات بين الكواكب وحتَّى نقل الركاب عبر القارات،  وصنعت جزء كبير من مكونات ستار شيب من الفولاذ المقاوم للصدأ. وقد تعاقد راكب خاص يدعى «يوساكو مايزاوا» مع سبيس إكس ليقوم بجولة حول القمر في ستارشيب في 2023.
تتمثل رؤية ماسك طويلة المدى للشركة في تَطْوِير التِكنولوجيا والموارد المُناسبة للاستعمار البشري على المريخ، حيثُ أعرب عن اهتمامه بالسفر إلى المريخ يومًا ما قائلاً «أود أن أموت على المريخ، ولكنَّ ليس عند الاصطدام». ووفقًا لستيف جورفتسون يتوقع ماسك إِطلاق آلاف الصَّواريخ إلى المريخ بحلول عام 2035 على أبعد تقدير لإنشاء مستعمرة بشرية مكتفية ذاتيًا.

### مشاريع أُخرى

شعار ستارلنك

أعلن إيلون ماسك الرئيس التنفيذيّ لِشَرِكَة سبيس إكس في يناير 2015 عن تَطْوِير كوكبة أقمار صناعية تُسمى «ستارلنك» تهدف لتوفير الإنترنت إلى العالم بأسره وإلى المناطق النائية التي لا تتوفر فيها إمكانية الوصول إلى الإنترنت،  حيثُ ستستخدم خِدْمَة الإنترنت كوكبة من 4425 ساتل اتصالات مترابط في مدرارات بطول 1100 كم، وتهدف الشركة أيضاً لزيادة أرباحها لتتمكن من استعمار المريخ. بدأت الشركة في أعمال التطوير في 2015 وأطلقت نموذجها الأولي من الأقمار الصناعيّة التجريبيَّة في 2017، وقدمت سبيس إكس خططها إلى هيئة الاتصالات الفيدرالية الأمريكيَّة لإطلاق 7518 قمرًا صناعيًا في مدارات غير متزامنة مع الأرض، وتعتزم الشركة استخدام نطاق غير مُستخدم من طيف الاتّصالات، تُسمى «كوكبة المدار الأرضي منخفض النطاق» (VLEO).
في فبراير 2019 شكلت سبيس إكس شركة شقيقة (بالإنجليزية: SpaceX Services, Inc.‎)‏ لترخيص وتصنيع ونشر ملْيُون محطّة أرضية ثابتة تتواصل مع الأقمار الصناعيّة الخاصّة بستارلنك،  وفي مايو 2019 أَطْلَقَت سبيس إكس الدفعة الأولى من الأقمار الصناعيّة مكونة من 60 قمرًا صناعيًا على صاروخ فالكون 9،  وقد أَطْلَقَت الشركة 955 قمرًا صناعيًا حتَّى 25 نوفمبر 2020، وقدمت هيئة الاتصالات الفيدرالية منحة لِشَرِكَة سبيس إكس بَلَغَت 900 ملْيُون دُولَار أمريكيّ مقدمة من الإعانات الفيدراليَّة لدعم توفير الإنترنت في المناطق الريفية، حيثُ فازت سبيس إكس بإعانات لتقديم الخدمة للعملاء في 35 ولاية أمريكية.
في يونيو 2015 أَعلَنَت سبيس إكس أنَّها سترعى مُسَابَقَة هايبرلوب وستقوم ببناء مسار اختبار فرعي بطول 1.6 كيلومتر (0.99 ميل) بالقرب من مَقَر سبيس إكس مخصص للأحداث التنافسية،  وأُقيمت على المضمار ثلاثة أحداث تنافسية في يناير 2017 وأغسطس 2017 وديسمبر 2018.

## المرافق

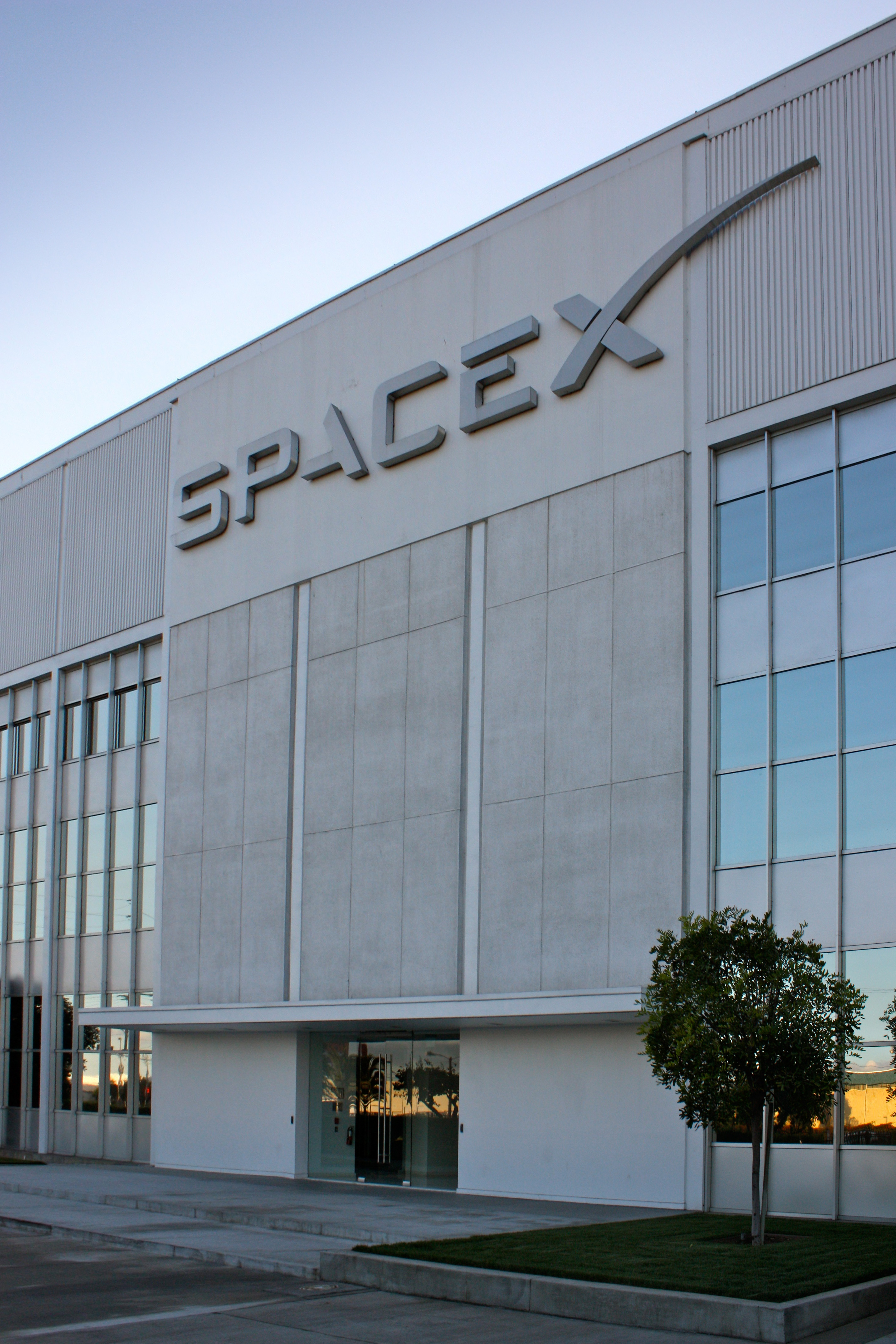
المقر الرئيسي للشركة في مدينة هاوثورني بولاية كاليفورنيا.

يقع المقر الرئيسيّ لسبيس إكس في مصنع هاوثورني بولاية كاليفورنيا، وتدير الشركة الأبحاث والعمليَّات في ريدموند، واشنطن، وتمتلك موقعًا للاختبار في تكساس وتدير ثلاثة مواقع لإطلاق المركّبات الفضائيّة، ولها مكاتب إقليمية في تكساس وفيرجينيا وواشنطن العاصِمَة.

### مرافق التَصنِيع والتجديد

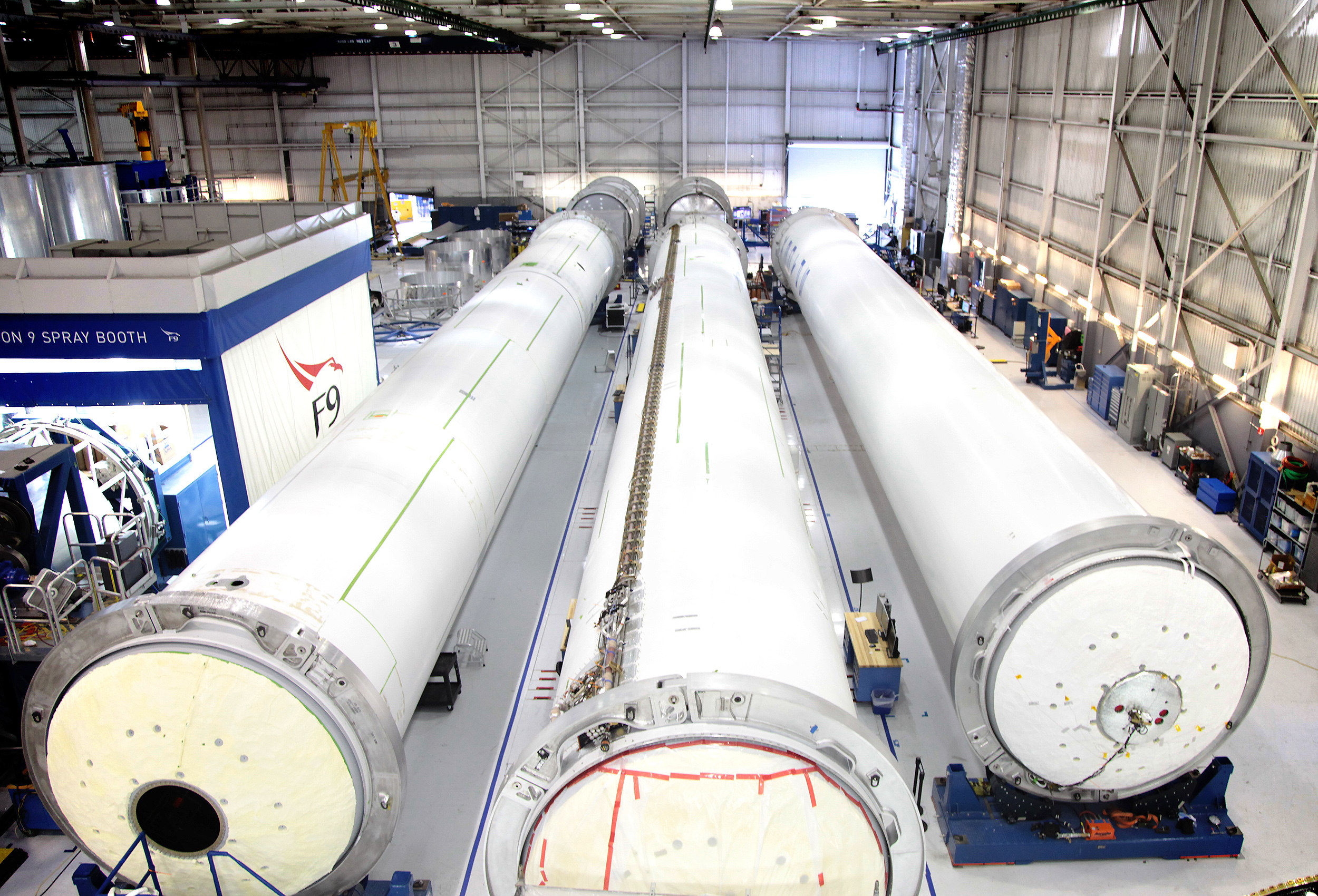
نواة صاروخ "فالكون 9 في 1.1" أثناء الإنشاء في منشأة سبيس إكس هوثورن في نوفمبر 2014

يقع مَقَر شركة سبيس إكس الرئيسيّ في ضاحية هوثورن في لوس أنجلوس في ولاية كاليفورنيا، بنته شركة نورثروب لتصنيع طائرة بوينج 747،  ويضّم حاليًا مكاتب سبيس إكس ومَقَر التحكم في المهام، وعمليات تَصنِيع المركّبات.
قَالَت سبيس إكس في مارس 2018 أنَّها ستصنع الجيل التالي من مركبة ستارشيب الفضائية ذات قطر 9 متر (30 قدم) في مُنشَأَة جديدة على الواجهة البحريَّة في لوس أنجلوس في منطقة سان بيدرو، وكانت الشركة قد استأجرت مُنشَأَة بمِسَاحَة 18 أكر (73,000 م2) بالقرب من رصيف 240 في لوس أنجلوس، ولكنَّها نقلت عملية التَصنِيع إلى موقع جديد في جنوب تكساس في يناير 2019.
تضم ضاحية هوثورن أكبر تجمع لمقرات الطيران والمرافق والشَّرِكَاتِ التابعة في الولايات المتَّحدة، حيثُ يوجد فيها مصانع ومقار لكل من بوينغ وماكدونل دوغلاس ورايثون وناسا ولوكهيد مارتن وبي إيه إي سيستمز ونورثروب غرومان، ويَقع فيها مركز أَنظِمَة الصَّواريخ في قاعدة لوس أنجلوس الجوية.
تستخدم سبيس إكس درجة عالية من التكامل الرأسي في إِنتاج صواريخها ومحركاتها الصاروخية،  حيثُ تصنع في مُنشَأَة هوثورن المحرّكات الصاروخية والصَّواريخ الحاملة، والمركّبات الفضائيّة وإلكترونيات الطيران وجميع البرامج الداخليَّة، وهو أمر غير معتاد في صناعة الطيران، ومع ذلك فهي تتعامل مع أكثر من 3000 مورد.
في يونيو 2017 أَعلَنَت شركة سبيس إكس أنَّها ستبني مُنشَأَة على مِسَاحَة 2.17 أكر (0.88 ها) في ميناء كانافيرال بولاية فلوريدا لتجديد وتخزين النوى المعززة سابقًا من طراز فالكون 9 وفالكون الثقيل.

### مرافق التطوير والاختبار

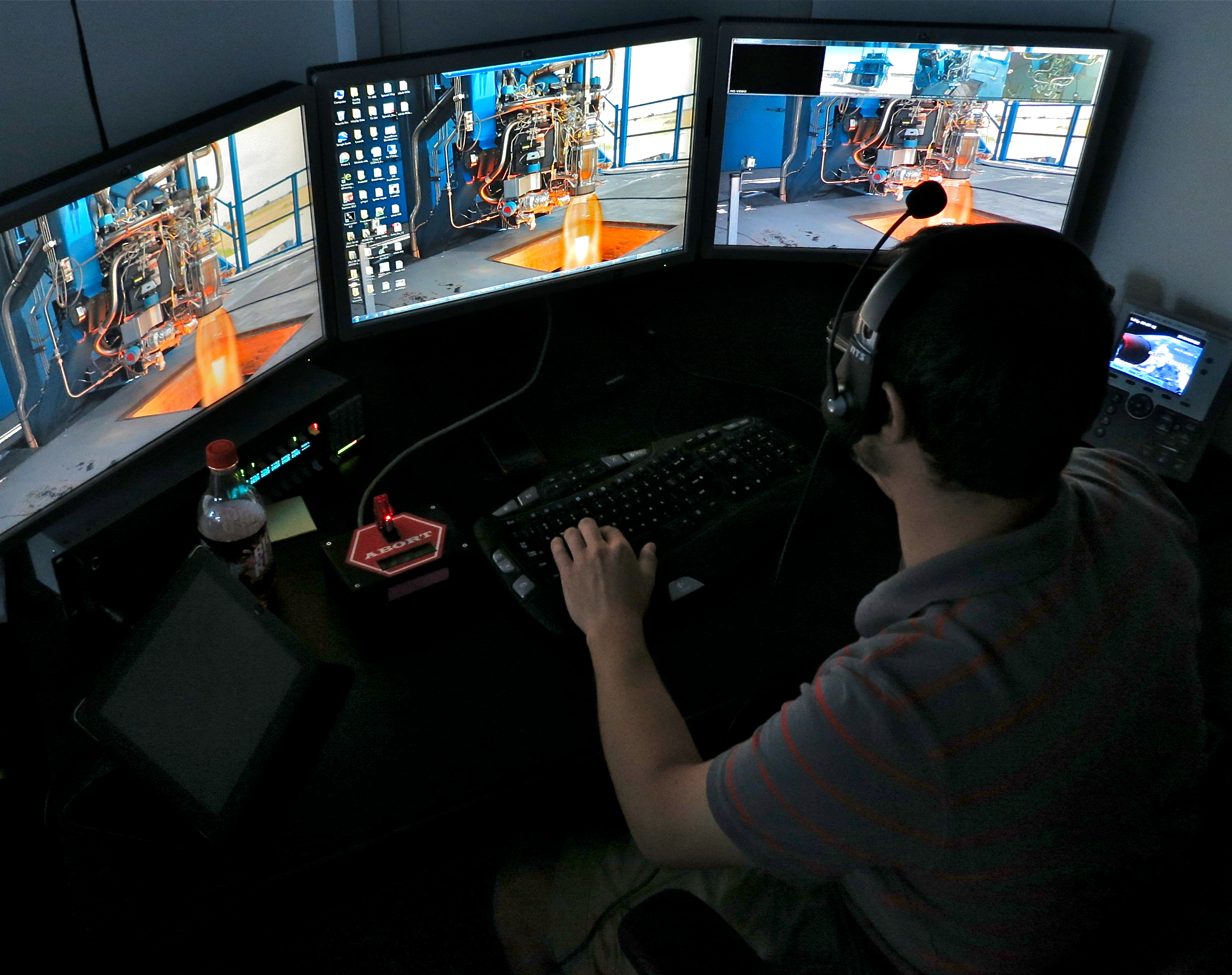
مخبأ اختبار محرك سبيس إكس ماكغريغور في سبتمبر 2012

تدير سبيس إكس مُنشَأَة تَطوِير واختبار الصَّواريخ في ماكغريغور، تكساس، حيثُ اختبرت فيها جميع محركات صواريخ سبيس إكس، واختبرت طيران الإقلاع والهبوط العمودي على ارتفاعات منخفضة لمركبات اختبار فالكون 9 «جراسهوبر في 1.0» و«إف 9 آر ديفل». في 23 يناير 2019 تسببت الرياح القوية في موقع الإِطلاق التجريبي في تكساس في تأخير اختبار صاروخ لعدة أسابيع.
اشترت سبيس إكس مرافق «ماكغريغور» من شركة «بيل ايروسبيس»، وأعادت تجهيزها لتصبح أكبر مِنَصّة اختبار لمحرك فالكون 9، وأشترت عدَّة أراضي زراعية مجاورة لتوسيع مساحتها، وفي عام 2011 أَعلَنَت عن خطط لتحديث المُنشَأَة لاختبار الإقلاع والهبوط العمودي،  ثم بنت مُنشَأَة إِطلاق خرسانية على مِسَاحَة نصف فدان في 2012 لدعم بَرنامَج رحلة اختبار جراسهوبر. وفي أكتوبر 2012 كانَ في مُنشَأَة ماكغريغور سبعة مِنَصّات اختبار يتم تشغيلها «18 ساعة يوميًا، ستة أيام في الأسبوع» 

### مرافق الإِطلاق

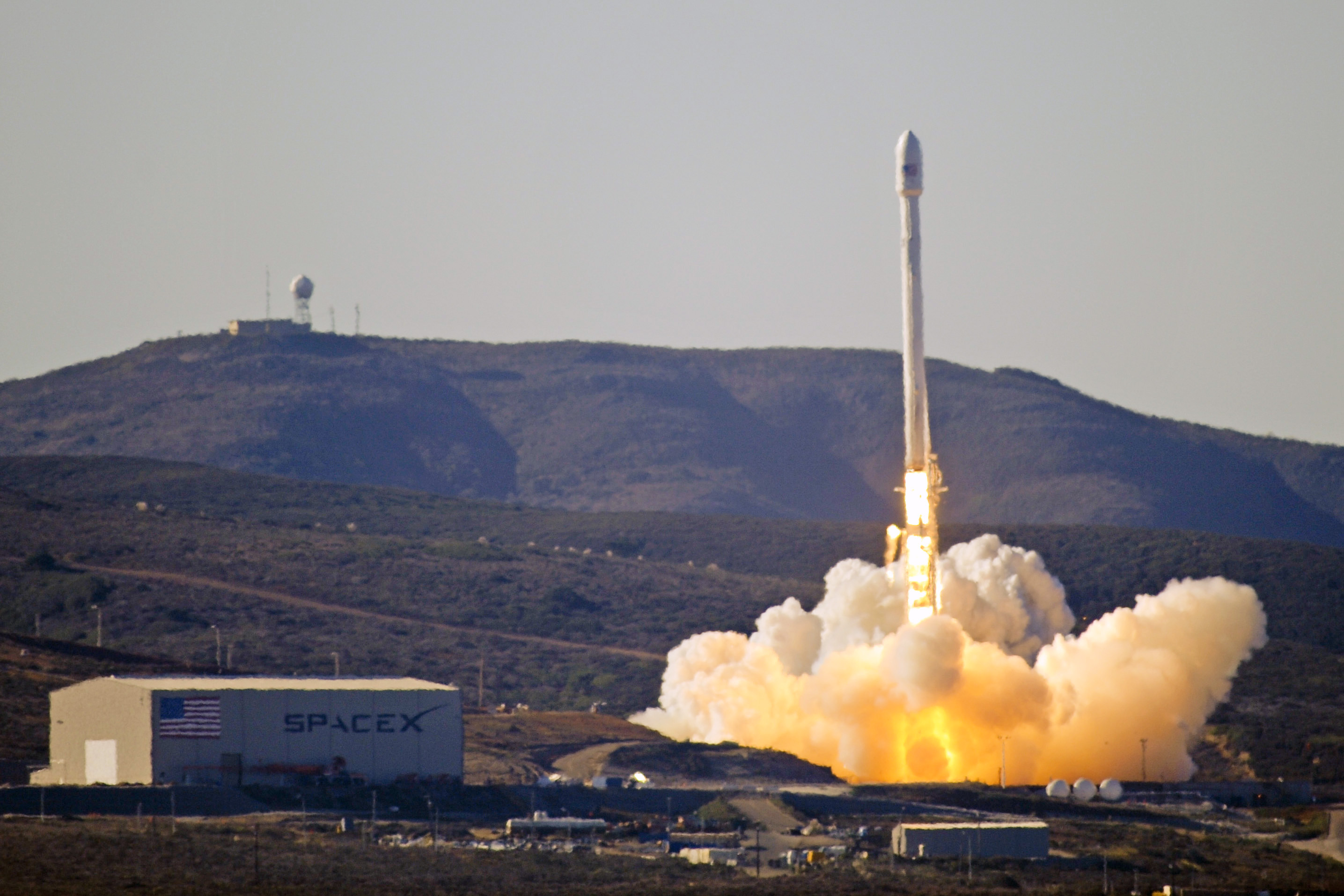
إطلاق كاسيوب في سبتمبر 2013 في مرفق إطلاق سبيس إكس في قاعدة فاندنبرغ الجوية

تدير سبيس إكس ثلاثة مواقع إِطلاق مدارية، في قاعدة كيب كانافيرال للقوات الجوية، وقاعدة فاندنبرغ الجوية، ومركز كينيدي للفضاء، وتبنِي موقع رابع في في براونزفيل بولاية تكساس. يُخصص موقع فاندنبرغ للمدارات شديدة الانحدار (66-145 درجة)، بينما يُخصص «كيب كانافيرال» للمدارات متوسطة الانحدار (51.6 درجة).

#### محطّة كيب كانافيرال الفضائيّة
يُستخدم "مجمع إِطلاق الفضاء 40 في محطّة كيب كانافيرال للقوات الجوية″ لإطلاق صواريخ فالكون 9 إلى المدارات الأرضية المُنخفضة والمدارات الثابتة بالنسبة إلى الأرض، لكنّه غير قَادِر على دعم عَمَليّات إِطلاق فالكون الثقيل، وكجزء مِن بَرنامَج إعادة الاستِخدام المُعَزز لسبيس إكس، تم تخصيص مجمع الإِطلاق 13 السَّابِقَ في كيب كانافيرال، لاستخدامه في عَمَليّات الهبوط المُعَزز للمرحلة الأولى مِن فالكون 9، وأُعيد تسميته إلى لاندينج زون 1.

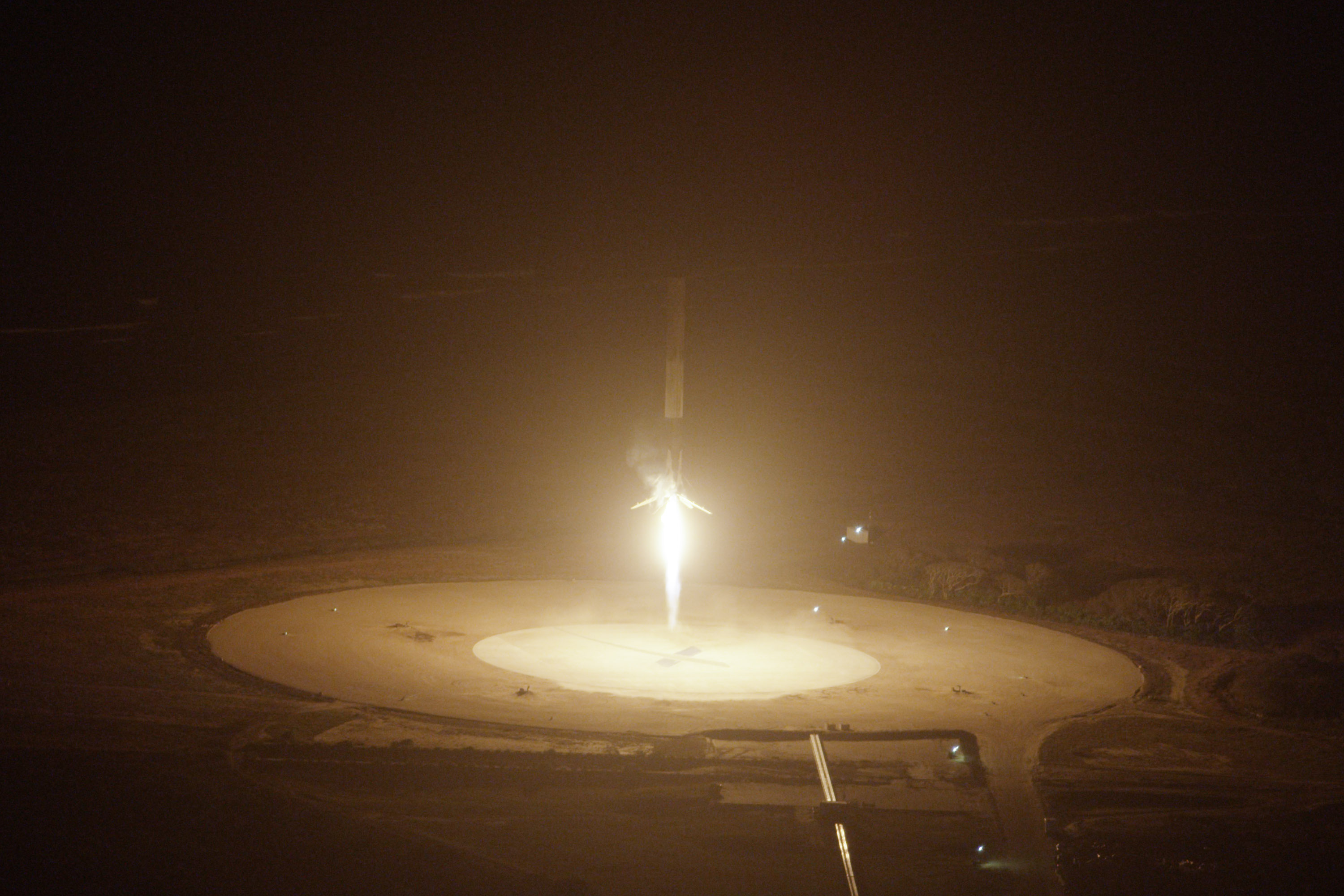
الرحلة 20 لفالكون 9 تهبط على "لاندينج زون 1" في ديسمبر 2015

#### قاعدة فاندنبرغ الجوية
يُستخدم مجمع فاندنبرغ للإطلاق الفضائي 4 (SLC-4E) لإطلاق الحمولات إلى المدارات القطبية، حيثُ يُمكِن لموقع فاندنبرغ إِطلاق فالكون 9 وفالكون الثقيل إلى المدارات شديدة الانحدار،  وحولت سبيس إكس مَوقِعِ "SLC-4W" المجاور إلى مِنَصّة هبوط «لاندينج زون 4».

#### مَركَزِ كينيدي للفضاء
في 14 أبريل 2014 وقَّعت سبيس إكس عقد إيجار لمدَّة 20 عامًا لاستخدام «مِنَصّة 39 أيه» في مَركَزِ كينيدي للفضاء،  وتُستخدم المنصة لإطلاق فالكون 9 وفالكون الثقيل، حيثُ أَطلَقَت سبيس إكس مِنهَا 13 مهمة لفالكون 9 كَانَت آخرها في 15 نوفمبر 2020،  وأطلقت أول بعثة مأهولة إلى محطّة الفضاء الدوليَّة مِن «مِنَصّة 39 أيه» في 30 مايو 2020.

#### براونزفيل
أَعلَنَت شَّرِكَة سبيس إكس في أغسطس 2014 أنَّها ستبني منشأة إِطلاق تجاريَّة في براونزفيل،  وأصدرت إدارة الطيران الفيدرالية تصريحها للمُنشأة في يوليو 2014،  وبدأت سبيس إكس أَعمَال البناء في العَامِ ذاته،  وبدأت أولى عَمَليّات الإِطلاق شبه المداريَّة في 2019، 

### مرفق نماذج الأقمار الصناعيّة
في يناير 2015 أَعلَنَت سبيس إكس أنَّها ستبدأ في أعمال إِنتاج الأقمار الصناعيّة والأعمال التجاريَّة العالميَّة عبر الأقمار الصناعيّة، وكانت أول مُنشَأَة لها بمِسَاحَة 30,000 قدم مربع (2,800 م2) في ريدموند، واشنطن، وفي يناير 2017 فتحت مُنشَأَة ثانية في ريدموند بمِسَاحَة 40,625 قدم مربع (3,774.2 م2) مُخصصة لأبحاث تَطوِير الأقمار الصناعيّة. وفي يوليو 2016 خصصت مِسَاحَة إضافية تبلغ 8,000 قدم مربع (740 م2) في إيرفين في مقاطعة أورانج للتركيز على الاتّصالات عبر الأقمار الصناعيّة.

## عقود الإِطلاق
منح سلاح الجو الأمريكيّ شركة سبيس إكس عقدا بقيمة 83 ملْيُون دُولَار في 2016 لإطلاق قمر صِناعيّ لنِظَام تحديد المواقع العالميّ (جي بي إس) منهيا احتكارا احتفظت به شركتا لوكهيد مارتن وبوينغ لعمليات الإِطلاق الفضائيّة العسكريَّة لأكثر من عشر سنوات. كما تم اعتماد سبيس إكس لعمليات الإِطلاق العسكريَّة الأمريكيَّة للحمولات الصافية لمركبات الإِطلاق المطورة من فئة (EELV)، وشمل العقد إِطلاق 30 مهمة في 2018 وحده.
أبرمت سبيس إكس إلى جانب فيرجن غالاكتيك عقدًا مع «سبيس بورت أمريكا» في نيومكسيكو وهو أول ميناء فضاء تجاري عام والوحيد في الولايات المتَّحدة.

### ناسا
في ديسمبر عام 2008 أُبرم عقد بين سبيس إكس وناسا بحجم 1,6 مِلْيار دولار أمريكي بغرض قيام الشركة بعدد 12 إقلاع ونقل حمولات إلى محطة الفضاء الدولية ISS. وتبلغُ مجمل تلك الحمولات 20 طنا وتقومُ الشركة بتوصيلها إلى المحطّة الفضائيّة بواسطة الصَّارُوخ المعدل فالكون 9 .

#### خدمات النقل المداري التجاري

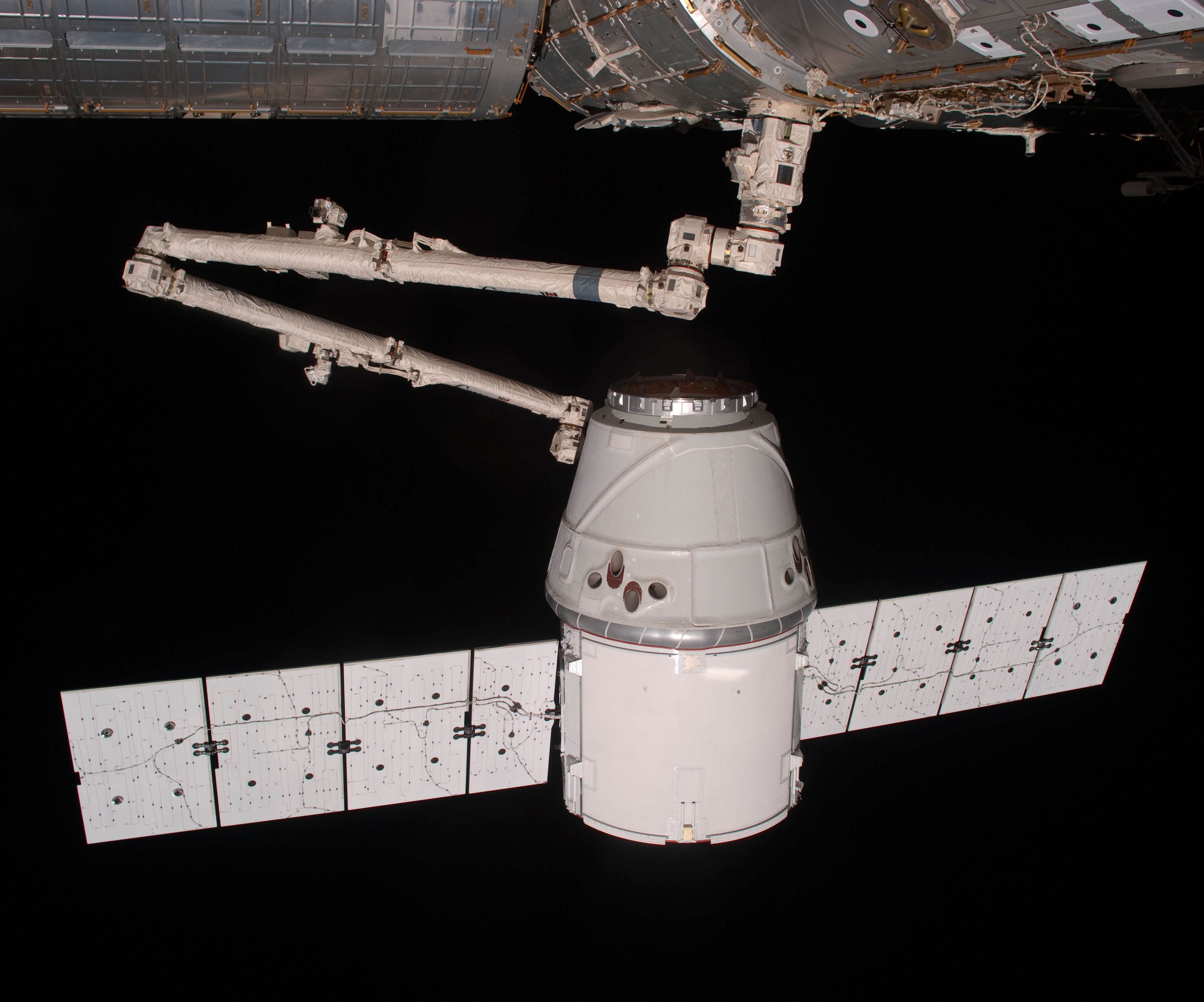
رسو كوتس 2 دراجون في محطة الفضاء الدولية.

فازت سبيس إكس في 2006 بِعَقدِ المَرحَلَة الأولى مِن بَرنامَج خدمات النقل المداري التجارية [الإنجليزية]‏ (COTS) وهُوَ بَرنامَج لوكالة ناسا لإثبات تسليم البضائع إلى محطة الفضاء الدولية،  وتهدف ناسا مِن هَذَا العقد إلى تَوفِيرِ «أموال أولية» مِن خِلال اتفاقيَّات قانون الفضاء لِتَطوِيرِ قُدراتِ جديدة، حيثُ دفعت ناسا لسبيس إكس 396 مليُون دُولَار أمريكيّ لِتَطوِيرِ تَكوِين الشحن لمركبة دراجون الفضائيّة، بينما استثمرت سبيس إكس أَكثَرَ مِن 500 مليُون دُولَار أمريكيّ لِتَطوِيرِ صاروخ فالكون 9،  وثبت لاحقًا أن ناسا وفرت ملايين الدولارات مِن تَكاليفَ التَطوِير مِن اتفاقيَّات قانون الفضاء، ممَّا جعل تَطوِير الصَّواريخ أرخص بنَحو 4-10 مرات ممَّا لو كَانَت ناسا تَقوم بذَلِك وحدها.
في ديسمبر 2010 أَطلَقَت سبيس إكس مهمة رحلة سبيس إكس كوتس التجريبية 1 [الإنجليزية]، وأصبَحَت أول شَّرِكَة خاصَّة تطلق مركبة فضائية لتدور حول الأرض وتعودُ إِلَيهَا بِنجاح،  وصلت دراجون إلى المدار بِنجاح ودارت حول الأرض مرتين، وعادت إلى الأرض وهبطت في المحيط الهادئ.
في مايو 2012 أَطلَقَت مهمة رحلة سبيس إكس كوتس التجريبية 2 [الإنجليزية]، الَّتِي التحمت مَعَ محطّة الفضاء الدوليَّة، وهي المرة الأولى الَّتِي تنجز فِيهَا مركبة فضائية خاصَّة هَذَا العَمَل الفذ.

#### البضائع التجارية
خِدماتِ إعادة الإمداد التجاريَّة (CRS) هي سِلسِلَة مِن العقود الَّتِي منحتها وكالة ناسا مِن عام 2008 إلى عام 2016 لتسليم البضائع والإمدادات إلى محطة الفضاء الدولية على المركّبات الفضائيّة التجاريَّة، وقَّعت سبيس إكس أول عقود إعادة الإمداد في 2008 ومنحتها ناسا 1.6 مِليار دُولَار أمريكيّ لإطلاق 12 مهمة نَقل بضائع تغطي عَمَليّات التسليم حتَّى 2016،  أَطلَقَت سبيس إكس مهمتها الأولى «سبيس إكس CRS-1» في أكتوبر 2012 مِن أصل 12 مهمة إعادة إمداد مخطط لَهَا، ورست في محطّة الفضاء الدوليَّة بِنجاح، وظلت فِيهَا لمدَّة 20 يومًا، قَبلَ أن تدخَّل الغلاف الجوي وتهبط في المُحِيطِ الهَادِئ،  ومنذ ذَلِك الحين كَانَت تطلق مهمات إعادة الإمداد إلى محطّة الفضاء الدوليَّة مرتين في السنة، وَفِي 2015 مددت ناسا عقود المَرحَلَة الأولى وطلبت إِطلاق ثلاث رحلات إعادة إمداد إِضافِيَة مِن سبيس إكس، ليصبح مجموعها 15 رحلة إمداد. ومددتها مرَّة أُخرى في أواخر عام 2015، لتصبح 20 مهمة،  وَفِي يناير 2016 وقَّعت وكالة ناسا مَعَ شَّرِكَة سبيس إكس عقود المَرحَلَة الثانية (CRS-2) الَّتِي تبدأ في 2019 ومن المتوقع أن تستمر حتَّى 2024، حيثُ ستستخدم شَّرِكَة سبيس إكس مركبتها «دراجون إكس إل» الفضائيّة على صواريخ فالكون الثقيل لإرسال الإمدادات إلى محطّة البوابة القمريَّة الفضائيّة التَّابِعَةَ لناسا.

#### الطاقم التجاري

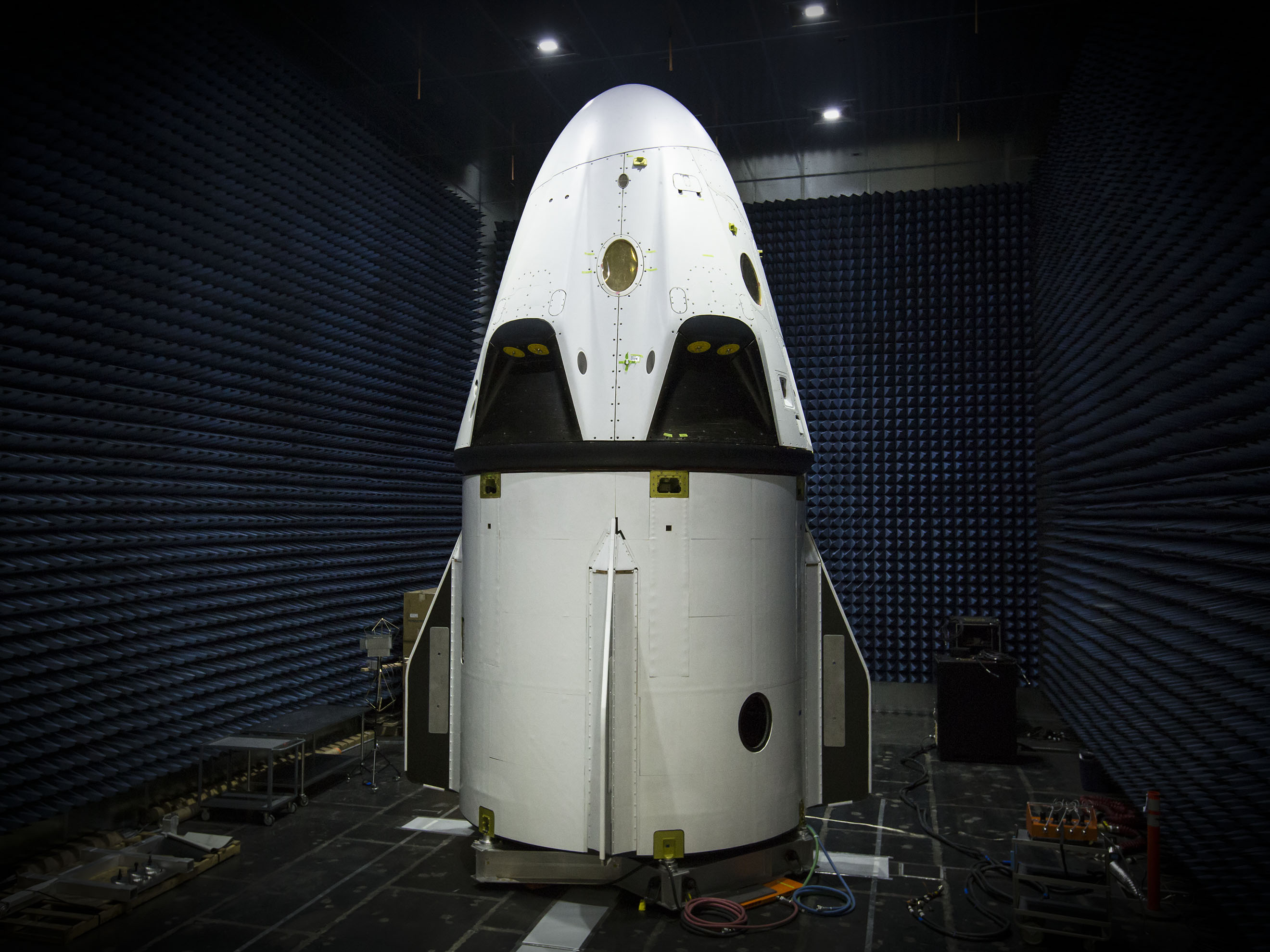
طاقم دراجون يخضع للاختبار قبل الرحلة

يعتزم تطوير برنامج الطاقم التجاري (CCDev) تَطوِير مركبات فضائية تجاريَّة قادرة على إيصال رواد الفضاء إلى محطّة الفضاء الدوليَّة، لَم تفز شَّرِكَة سبيس إكس باتفاقية قانون الفضاء في الجولة الأولى (CCDev 1)، وفازت بالجولة الثانيَّة (CCDev 2)، ومنحتها وكالة ناسا عقد بقيمة 75 مليُون دُولَار أمريكيّ لِتَطويرِ نظام هروب الإطلاق، واختبار نموذج إقامَةِ الطاقم، ولزيادة التقدم في تصميم طاقم فالكون/دراجون،  ولاحقًا أصبَحَ «تَطوِير بَرنامَج الطاقم التِجَارِيّ» يُعرف بـ «برنامج الطاقم التجاري»، وَفِي أغسطس 2012 أَعلَنَت وكالة ناسا مَنح سبيس إكس 440 مليُون دُولَار أمريكيّ لمواصلة تَطوِير واختبار مركبتها الفضائيّة دراجون 2.
في سبتمبر 2014 اختارت ناسا شركتي سبيس إكس وبوينغ لِتَطويرِ أَنظِمَة لنقل أطقم الطائرات الأمريكيَّة مِن وإلى محطّة الفضاء الدوليَّة، وحصلت سبيس إكس على 2.6 مِليار دُولَار أمريكيّ لإكمال دراجون 2 واعتمادها بحلول عام 2017، وتشمل العقود اختبار طيران وَاحِد على الأقل مَعَ وُجُودِ رائد فضاء وَاحِد على الأقل مِن وكالة ناسا، وبمجرد حُصُولِ طاقم دراجون على شهادة ناسا، يتطلب العقد مِن سبيس إكس إِجرَاءِ مهمتين على الأقل، وَمَا يصل إلى ست بعثات مأهولة إلى المحطّة الفضائيّة. وَفِي 6 مايو 2015 أكملت سبيس إكس أول اختبار طيران رَئِيسيّ لمركبتها الفضائيّة «طاقم دراجون» المصممة لنقل رواد الفضاء مِن وإلى الفضاء، وَكَانَ أول اختبار لسبيس إكس في «نِظَام هروب الإِطلاق»،  ومُنحت سبيس إكس أربع مهام مأهولة إِضافِيَة في أوائل 2017 لنقل رواد الفضاء مِن وكالة ناسا إلى محطّة الفضاء الدوليَّة ذهابًا وإيابًا،  وَفِي 3 أغسطس 2018 أَعلَنَت وكالة ناسا عَن أول أسماء أربعة رواد فضاء سيُطلقون على متن طاقم دراجون إلى محطّة الفضاء الدوليَّة. وَفِي أوائل 2019 نجحت سبيس إكس في إِجرَاءِ رحلة تجريبية لطاقم دراجون، والَّتِي رست ثم هبطت في المُحِيطِ الأطلسيّ.

### الدفاع الوطني
في عام 2005 أَعلَنَت شَّرِكَة سبيس إكس أنَّها حصلت على عقد كمية غير محددة وتسليم غير محدد [الإنجليزية]‏ (IDIQ)، ممَّا يسمح للقوات الجوية الأمريكيَّة بشراء مَا يصل إلى 100 مليُون دُولَار أمريكيّ مِن عَمَليّات الإِطلاق،  وَفِي أبريل 2008 أَعلَنَت وكالة ناسا أنَّها منحت عقود إِطلاق من ذات النوع لِشَرِكَة سبيس إكس بمبلغ يصل إلى مِليار دُولَار أمريكي، ويَعتمد على عدد المهام الممنوحة، ويُغطي العقد خِدماتِ الإِطلاق المطلوبة حتَّى ديسمبر 2012،  وَفِي ديسمبر 2012 أَعلَنَت شَّرِكَة سبيس إكس عَن عقدين إِطلاق لوزارة الدِفَاعِ الأمريكيَّة، حيثُ مُنحت سبيس إكس مهمتين مِن فئة مركبة الإِطلاق المتطوّرة القابلة للاستهلاك (EELV) مِن مَركَزِ أَنظِمَة الفضاء والصَّواريخ التابع للقوات الجوية الأمريكيَّة تتضمن إِطلاق مرصد مناخ الفضاء العميق وبرنامج اختبار الفضاء 2 ‏(STP-2)، حيثُ أَطلَقَت سبيس إكس مرصد مناخ الفضاء العميق على فالكون 9 في 2015، وأطلقت بَرنامَج اختبار الفضاء 2 على فالكون الثقيل في 25 يونيو 2019.
في مايو 2015 أَعلَنَت القوات الجوية الأمريكيَّة اِعتِمادِ فالكون 9 في 1.1 [الإنجليزية] لعمليات الإِطلاق التَّابِعَةَ لِلأَمنِ القومي، ويسمح ذَلِك لِشَرِكَة سبيس إكس بالتعاقد على خِدماتِ الإِطلاق للقوات الجوية لِأَيّ حمولات تَابِعَة لِلأَمنِ القومي،  وكسرت سبيس إكس بذلك احتكار ائتلاف الإطلاق المتحد لإطلاق هَذَا النوع مِن الحمولات المستمر مُنذُ 2006.
في أبريل 2016 منحت القوات الجوية الأمريكيَّة سبيس إكس أول عَمَلِيَّةِ إِطلاق لِلأَمنِ القومي ووقعت عقد بقيمة 82.7 مليُون دُولَار أمريكيّ لإطلاق القمر الصِناعيّ «جي بي إس 3 الثاني» وتمَّ إطلاقه في 22 أغسطس 2019، وكانت تَكلِفَة الإِطلاق أقل بنِسبَة 40 بالمائة مِن تَكاليفَ الإِطلاق للبعثات السَّابِقَةِ المماثلة،  الَّتِي قام بِهَا ائتلاف الإِطلاق المتحد،  ولاحقًا لَم يُقَدِمَ ائتلاف الإِطلاق المتحد عرضًا لإطلاق مايو 2018.
في عام 2016 قال مكتب الاستطلاع الوطني الأمريكيّ إنه اشترى عَمَليّات إِطلاق مِن سبيس إكس، وأُجريت أول عَمَلِيَّةِ إِطلاق "NROL-76" في 1 مايو 2017،  وَفِي مارس 2017 فازت سبيس إكس بمناقصة قدرها 96.5 مليُون دُولَار أمريكيّ لإطلاق «جي بي إس 3 الثالث»، وأطلقته في 20 يونيو 2020.
في مارس 2018 حصلت سبيس إكس على عقد إضافي بقيمة 290 مليُون دُولَار أمريكيّ مِن القوات الجوية الأمريكيَّة لإطلاق ثلاثة أقمار صناعية مِن الجيل التالي مِن «4-6 جي بي إس»، والمَعروفَة بِاِسمِ جي بي إس الثالث.
في فبراير 2019 حصلت سبيس إكس على عقد بقيمة 297 مليُون دُولَار أمريكيّ مِن القوات الجوية الأمريكيَّة لإطلاق ثلاث مهام لِلأَمنِ القومي، بِمَا في ذَلِك "AFSPC-44" و"NROL-87" و"NROL-85"، والَّتِي مِن المقرر إطلاقها في موعد لَا يتجاوز السنة الماليَّة 2021.
في 7 أغسطس 2020 منحت القوة الفضائية للولايات المتحدة عقود إِطلاق لمدَّة 5-7 سنوات، حيثُ فازت سبيس إكس بِعَقدِ بقيمة 316 مليُون دُولَار أمريكيّ لإطلاق وَاحِد، بينما فاز ائتلاف الإِطلاق المتحد بِعَقدِ بقيمة 337 مليُون دُولَار أمريكيّ لِتَنفِيذِ عمليتي إِطلاق، وبِالإضافة إلى ذَلِك ستتعامل سبيس إكس مَعَ 40 بالمائة مِن متطلبات إِطلاق الأقمار الصناعيّة للجيوش الأمريكيَّة على مدى 5-7 سنوات، بينما سيتعامل ائتلاف الإِطلاق المتحد مَعَ 60 بالمائة مِنهَا، وكلّ شَّرِكَة مطالبة بالعَمَل كمزود إِطلاق احتياطي للآخر.

### سبيس أدفنتورس
في فبراير 2020 أَعلَنَت شَّرِكَة «سبيس أدفنتورس» عَن خطط لنقل مواطنين إلى المدار على طاقم دراجون،  حيثُ ستنطلق مركبة دراجون مِن «مجمع الإِطلاق 39 في مَركَزِ كينيدي للفضاء» مَعَ أربعة سائحين على متنها، وتقضي مَا يصل إلى خمسة أيام في مدار أرضي منخفض.

### كازاخستان
فازت شَّرِكَة سبيس إكس بِعَقدِ لإطلاق قمرين صناعيين كازاخستانيين على متن صاروخ الإِطلاق فالكون 9 في رحلة مَعَ أقمار صناعية أُخرى، وأطلقتهما مِن قاعدة فاندنبرغ الجوية في 3 ديسمبر 2018، مَعَ كازسايسات وكازيستيسات، ضمنَ حمولة يبلغ مجموعها 64 قمر صِناعيّ،  وكلفت العملية كازاخستان 1.3 مليُون دُولَار أمريكيّ وفقًا لوزارة الدِفَاعِ والفضاء الكازاخستانيَّة.

## المنافسة في السوق وضغط التسعير
أدَّت أسعار الإِطلاق المُنخفضة لِشَرِكَة سبيس إكس خاصةً بالنسبة لأقمار الاتّصالات الَّتِي تطير إلى مدار ثابت بالنسبة إلى الأرض (GTO)، إلى ضغوط على منافسيها لخفض أسعارهم،  حيثُ كَانَت تسيطر شَّرِكَة أريان سبيس وخدمات الإطلاق الدولية على سوق الإِطلاق المتنافس قَبلَ عام 2013،  وكَانَت تَكلِفَة عَمَلِيَّةِ الإِطلاق إلى مدار أرضي منخفض تَبلُغ 56.5 مليُون دُولَار أمريكيّ لكل عَمَلِيَّةِ، فيمَا تتميز صواريخ فالكون 9 بانخفاض تَكلِفَة صناعتها، وبِالتالي خفض تَكلِفَة الإِطلاق بشكل كَبِير مِن خِلال وفورات الحجم،  وقَالَت سبيس إكس أنَّها إِذَا نجحت في تَطوِير التِكنولوجيا القابلة لإعادة الاستِخدام فإنَّ أسعار الإِطلاق عبر فالكون 9 القابل لإعادة الاستِخدام ستكون في حدود 5 إلى 7 مليُون دُولَار أمريكي.
في عام 2014، فازت شَّرِكَة سبيس إكس بتسعة عقود مِن أصل عشرون عقد تنافست عَلَيهَا شركات الإِطلاق التجاريَّة في جَمِيعَ أنحاءِ العَالَمِ،  وقَالَت وَسَائِل الإعلاَمِ الفضائيّة أن سبيس إكس أستولت على حصّة أريان سبيس في السوق،  حيث طلبت أريان سبيس من الحُكومات الأوروبيّة تَقديم إعانات إِضافِيَة لِمُوَاجَهَةِ المُنافسة مِن سبيس إكس،  فيمَا قال أحد المدراء في أريان سبيس أن شركته تواجع تحدي كَبِير جدًا مِن سبيس إكس، وأنَّ هُناك حاجة لإعادة هيكلة الصناعة الأوروبيّة وتوحيدها وترشيدها وتبسيطها،  فيمَا حذر مدير الابتكار في شَّرِكَة إيرباص «جان بوتي» مِن عَدَمِ أخذ إيلون ماسك بجدية،  وَفِي عام 2014 لَم يتم حجز أي رحلات إِطلاق تجاريَّة على صاروخ بروتون الروسيّ.
وأثرت سبيس إكس على سوق إِطلاق الحمولات العسكريَّة الأمريكيَّة، الَّذِي سيطرت عليهِ شَّرِكَة ائتلاف الإطلاق المتحد لَمَّا يقرب مِن عقد مِن الزمان، دُونَ أي منافسة على الإِطلاق،  حيثُ كَانَت تَكاليفَ الإِطلاق أَكثَرَ مِن 400 مليُون دُولَار أمريكي،  وبالمُقارنة فإنَّ تَكاليفَ إِطلاق سبيس إكس للبعثات التجاريَّة أقل بكثير عِندَ 62 مليُون دُولَار أمريكي. وَفِي 2015 أعلن ائتلاف الإطلاق المتحد بأنَّهُ سيتوقف عَن العَمَل إِذَا لَم يفز بأي طلبات إِطلاق جديدة،  وأَعلَنَ عَن إعادة هيكلة كَبِيرَة للعمليّات وللقوى العاملة لخفض تَكاليفَ الإِطلاق بمقدار النصف.
في 2017 اِستَحوذت شَّرِكَة سبيس إكس على 45 بالمائة مِن حصّة السوق العالميَّة في عقود الإِطلاق التِجَارِيّ الممنوحة، وبلغ التَّقديرِ لعام 2018 حوالي 65 بالمائة اعتبارًا مِن يوليو 2018،  وَفِي 11 يناير 2019 أَصَدَرَت سبيس إكس بيانًا أَعلَنَت أنَّها ستسرح 10 بالمائة مِن قوتها العاملة، لِلمُساعدة في تمويل مشروعي ستار شيب وستارلنك.
في 26 مايو 2020 صرح مدير ناسا جيم بريدينستاين أن الوَلاَياتِ المتَّحدة تملك حاليًا 70 بالمائة مِن سوق الإِطلاق التِجَارِيّ، في تغيير كَبِير عَن عام 2012 عَندَمَا كَانَت تملك صفر بالمائة بالضبط.
أَعلَنَت وكالة ناسا عَن إِطلاق أول طاقم لَهَا مُنذُ أَكثَرَ مِن عقد باِستِخدام كبسولة سبيس إكس دراجون في 27 مايو 2020، مِن مركز كينيدي للفضاء، وَنَقل رواد الفضاء «بوب بهنكن» ودوغلاس جي. هيرلي إلى محطة الفضاء الدولية. وتأجل الإِطلاق ثلاثة أيام بسببِ سوء الأحوال الجوية،  وأطلقت سبيس إكس المركبة بِنجاح في 30 مايو 2020، ونجحت في الالتحام بمحطة الفضاء الدولية في 31 مايو 2020.

## مجلس الإدارة
مجلس إدارة سبيس إكس اعتبارًا من يناير 2021:
- إيلون ماسك (مُنذُ 2002 [294]) المؤسِس ورئيس مجلس الإدارة والرئيس التنفيذيّ والمدير التنفيذيّ لِشَرِكَة سبيس إكس، مؤسس مشارك ورئيس تنفيذي ومهندس المُنتجات في تيسلا موتورز، الرئيس السابق لِشَرِكَة سولار سيتي.

- كيمبال ماسك (إنضم في 2002 [295]) عضو مجلس إدارة شركة تيسلا موتورز.[296]

- جوين شوتويل (إنضم في 2009 [297]) رئيس ومدير العمليَّات في سبيس إكس.[298]

- لوك نوزيك (إنضم في 2009) مؤسس مشارك من باي بال.[299]

- ستيف جورفيتسون (إنضم في 2009) مؤسس مشارك من «صندوق مشاريع المُستقبل».[300]

- أنطونيو غراسياس (إنضم في 2010 [301]) الرئيس التنفيذيّ ورئيس لجنة الاِسْتِثْمَار في فالور إيكويتي بارتنرز.[302]

- دونالد هاريسون (إنضم في 2015 [303]) رئيس الشراكات العالميَّة وتَطْوِير الشَّرِكَاتِ في جوجل.[304]